# Action française

Les dirigeants de l'Action française lors de la fête de Jeanne d'Arc, le 8 mai 1927.

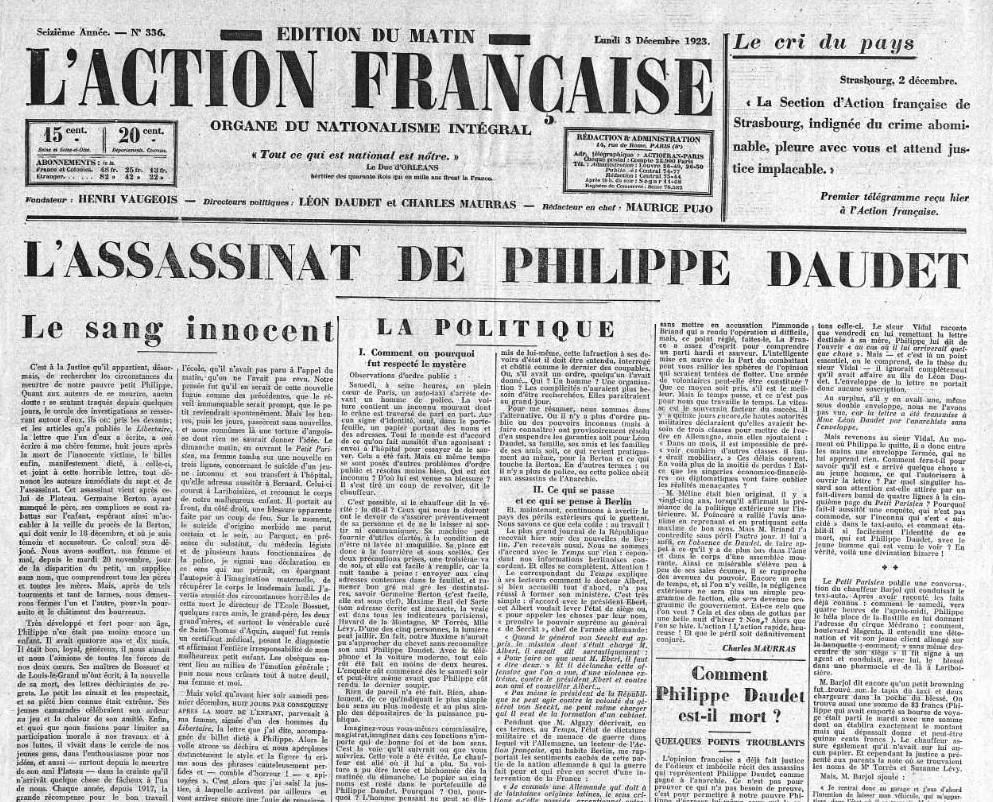
Une de L'Action française du 3 décembre 1923 (Philippe Daudet s'était en réalité suicidé).

Pour les articles homonymes, voir Action française (homonymie).
L'Action française (AF) est une école de pensée et un mouvement politique français nationaliste et royaliste d'extrême droite.
L'Action française est fondée en 1899, en pleine affaire Dreyfus, par Henri Vaugeois et Maurice Pujo dans l'objectif d'effectuer une réforme intellectuelle du nationalisme. Originellement structuré par un nationalisme républicain antidreyfusard, ce mouvement devient rapidement royaliste sous l'influence de Charles Maurras et de sa doctrine du nationalisme intégral.
Durant l'entre-deux-guerres, l'Action française est une des ligues d'extrême droite les plus virulentes à l'égard de la Troisième République et participe à la crise du 6 février 1934. La condamnation temporaire du mouvement par l'Église catholique entre 1927 et 1939 diminue son audience au profit d'autres ligues.
Après la défaite de 1940, l'Action française se rallie à la Révolution nationale du maréchal Pétain suivant la position de France seule. La pérennité de l'antisémitisme d'État durant l'Occupation et le soutien indéfectible au maréchal Pétain compromettent le mouvement durant la Seconde Guerre mondiale.
À la Libération, Charles Maurras est condamné à la réclusion criminelle à perpétuité pour intelligence avec l'ennemi et Maurice Pujo à cinq ans d'emprisonnement et à la dégradation nationale. Le mouvement sort déconsidéré du conflit. Le quotidien L'Action française cesse de paraître et l'utilisation de son titre est interdite. Cependant, dès 1947, le journal Aspects de la France relance le mouvement.
En 1955, la Restauration nationale (RN) se structure et prend le relais de l'Action française avant de connaître deux scissions : la Nouvelle Action française (NAF) en 1971 et le Centre royaliste d'Action française (CRAF) en 1997. Le mouvement a depuis repris son nom d'origine avec la fusion du CRAF et de la RN actée en 2018. L'Action française revendique 3 000 adhérents la même année.

## Histoire

### Création

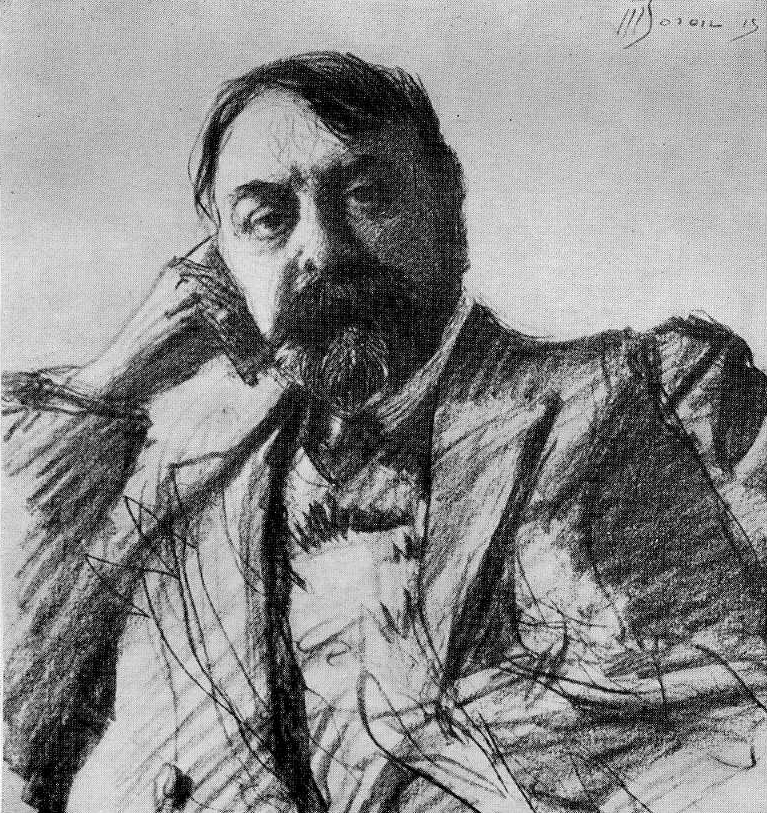
Henri Vaugeois.

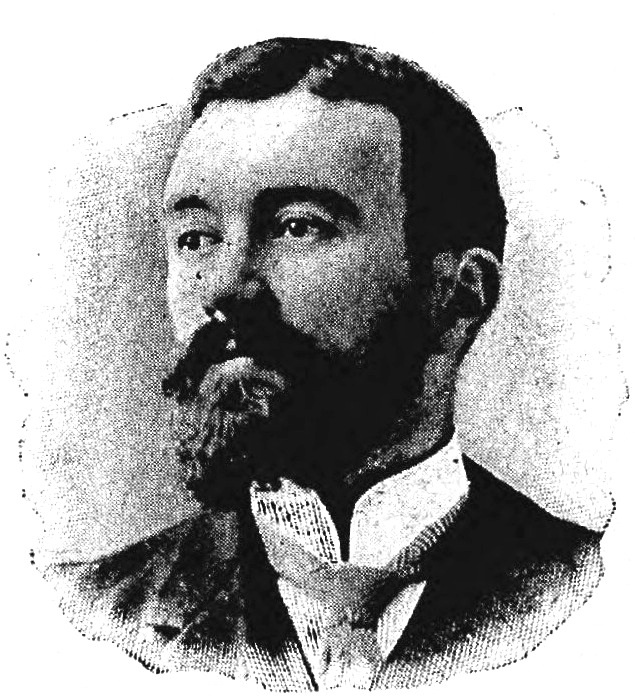
Maurice Pujo.

L'Action française naît en pleine affaire Dreyfus. Le 8 avril 1898 s'organise un petit Comité d'action française où Henri Vaugeois, professeur de philosophie au collège de Coulommiers, et Maurice Pujo coudoient l'ancien officier Caplain-Cortambert et le colonel de Villebois-Mareuil. L'idée de créer le mouvement est lancée par Maurice Pujo le 19 décembre 1898. Au moment où s'ouvre l'affaire Dreyfus, Maurice Pujo appartient avec Henri Vaugeois à l’Union pour l'action morale que dirige Paul Desjardins, cercle d'intellectuels qui veulent « instaurer le règne de la Vertu et de la Morale », dans la société. Vaugeois et Pujo, ne cautionnant pas le soutien de l’Union au capitaine Dreyfus, décident de partir. Ils travaillent alors à la création d'un groupement qui serait une Union pour l'Action française. Fin 1898 est fondée la Ligue de la patrie française (antidreyfusarde), pour s'opposer à la naissance de la Ligue des droits de l'homme (dreyfusarde). Certains des fondateurs de l'Action française participent à la Ligue de la patrie française, mais il ne s'agit pas du même mouvement.
En avril 1899, un premier comité s'organise, bientôt rejoint par Maurice Barrès et Henri Vaugeois. Puis, le 20 juin 1899, le mouvement naît officiellement lors d'une conférence donnée par Vaugeois, rue d’Athènes à Paris, présidée par François Césaire de Mahy, sous le titre : « L'Action française ». La Revue d'Action française est fondée au mois de juillet. Il s'agit pour les fondateurs de l'Action française de tirer la leçon du fiasco de la Ligue de la patrie française qu'ils estiment faible sur le plan doctrinal en dépit de son succès (cent mille adhésions recueillies en 24 heures et le patronage de la moitié de l'Académie française). Leur but est d'abord doctrinal : il s'agit d'effectuer une réforme intellectuelle du nationalisme.
Le premier numéro de cette revue bimensuelle de petit format et de couverture grise fait état du compte-rendu de la réunion publique faite par Vaugeois. Le second numéro, auquel commence la pagination, paraît le 1er août 1899. Lors de son premier éditorial, Vaugeois intitule « Réaction d'abord » son article manifeste. Vaugeois était alors républicain ; sa revue le fut, tout en acceptant la collaboration du monarchiste Charles Maurras mais aussi des républicains, des catholiques et des libres penseurs. Leur mot d'ordre est « la seule France » et leur leitmotiv est de réagir contre l'anarchie qu'ils déclarent « résulter de la proclamation sans précaution ni contrepartie » des droits de l'homme. Dès 1899, la revue qu'ils publient s'affirme antisémite, hostile à la démocratie et rejette « la liberté comme base de l'ordre social ».

#### Le rôle de l'affaire Dreyfus

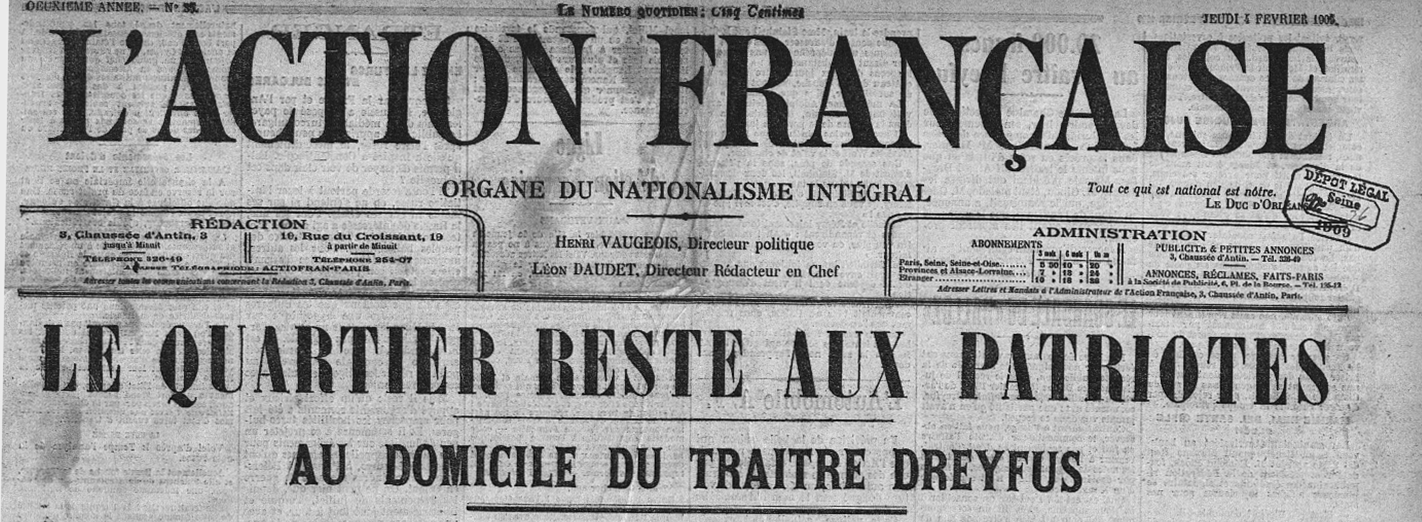
Une de l'Action française au sujet d'une manifestation antidreyfusarde en 1909.

L'Action française est, dès sa création, radicalement engagée dans le camp antidreyfusard. Elle se félicite de sa condamnation et conteste le décret de grâce qui lui est ultérieurement accordé, dans la mesure où, par antisémitisme, elle voit en lui la quintessence du « Juif traître ». Justifiant le « faux Henry », après que celui-ci fut découvert, Maurras poursuit Dreyfus de ses invectives. Ne s'intéressant pas, au fond, à la question effective de l'innocence ou de la culpabilité de Dreyfus, qui devait selon lui être sacrifié à l'intérêt national,, il généralise le cas Dreyfus en dénonçant ses défenseurs.
Après la grâce de Dreyfus (1899) et plus encore après sa réhabilitation (1906), l'Action française nie l'innocence de Dreyfus, pourtant parfaitement établie, et n'a de cesse, pour reprendre le mot de Maurras, de « réviser » l'affaire. Elle mène ainsi de 1906 à 1911 une campagne ininterrompue et d'une rare violence qui lui vaut d'être plusieurs fois lourdement condamnée à la suite des plaintes portées par le commandant Dreyfus lui-même.

#### L'Enquête sur la monarchie

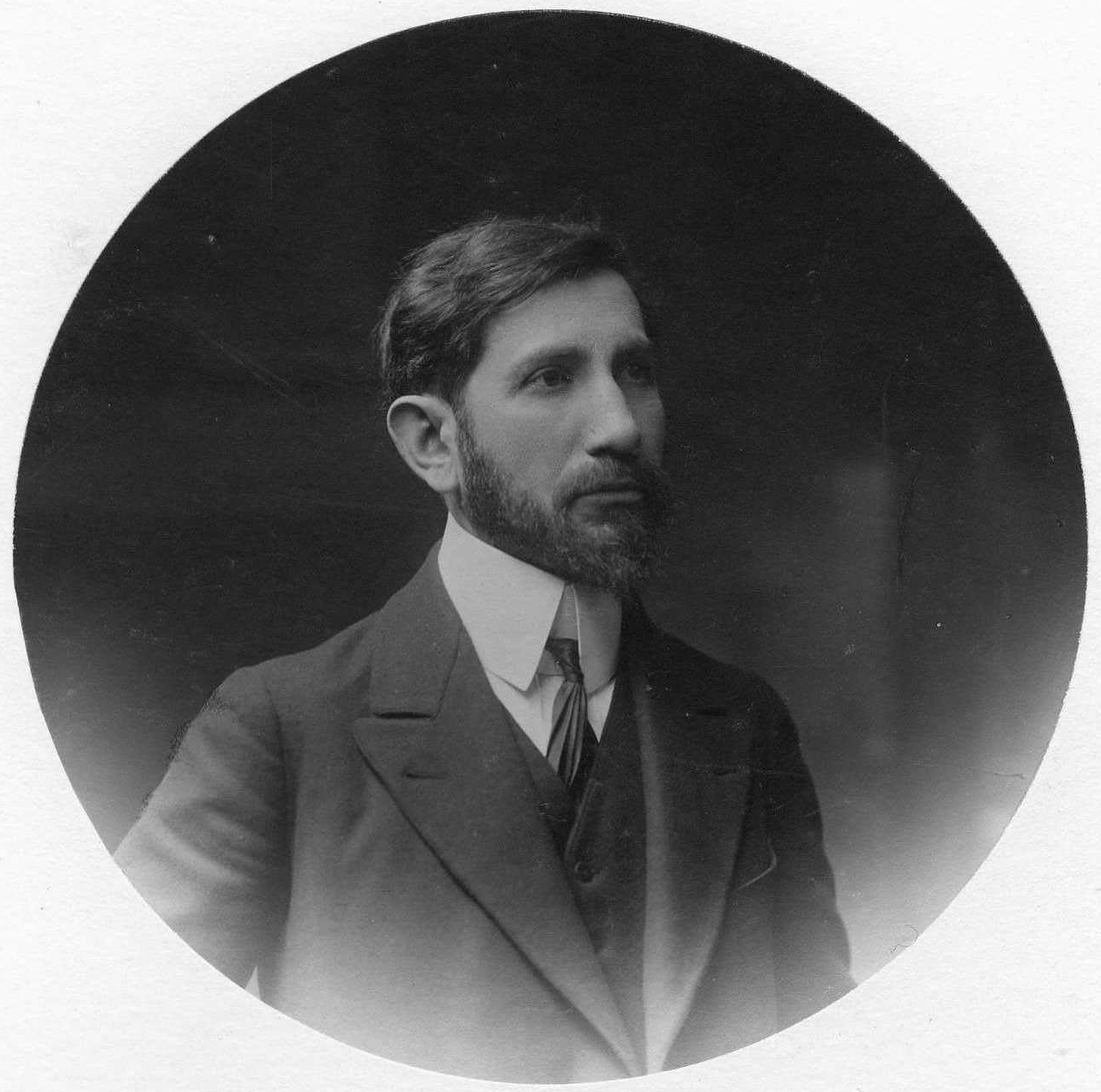
Charles Maurras vers 1908.

Les deux premiers fascicules de l’Enquête sur la monarchie paraissent en 1900 dans les colonnes de la Gazette de France sous la plume de Charles Maurras (le troisième paraît en 1903). Il s'agit d'une stratégie de conquête des adhérents d'un « parti royaliste en désarroi, essentiellement catholique », stratégie qui connaît peu de succès. Maurras affirme que « l'ouvrier, le serviteur, le chef de la défense et de la grandeur françaises ne peut être que le descendant des Chefs fondateurs et conservateurs, le Roi ». La légitimité du pouvoir monarchique en France repose pour lui sur sa capacité à assurer le salut public.
Pour Jacques Prévotat, « le nationalisme maurrassien s’affiche comme la volonté de restaurer ce pouvoir fort qui rendra la nation à elle-même en rétablissant les fondements de l’État, l’armée, la magistrature, l’Église, et en excluant les étrangers, nomades, immigrés sans racines », que Maurras nomme les « quatre États confédérés », « à savoir les juifs, les protestants, les francs-maçons et les métèques ».
Depuis la mort du comte de Chambord en 1883, le sentiment royaliste était frappé à mort. Son déclin s'était précipité avec le soutien au boulangisme et avec la mort du comte de Paris (1894). Son fils ne parvenait pas à susciter d'enthousiasme ni à être crédible en tant qu'héritier de la maison de France. Le zèle, « la conviction têtue et la force persuasive » de Maurras, alors âgé de 32 ans, et le ralliement d'une poignée de jeunes hommes allaient régénérer « le vieux tronc et lui infuser une sève nouvelle » : un néoroyalisme plus combatif et plus jeune mais sans « l'attachement quasi religieux à la personne du roi », un royalisme positiviste.
Au sein du mouvement, Charles Maurras insuffle une nouvelle idéologie, le nationalisme intégral, qui reprend des éléments traditionnels. Dans le vocabulaire de l'Action française, le nationalisme intégral a toujours désigné le nationalisme qui conclut à la monarchie. L'historien René Rémond, dans son ouvrage de référence sur les droites françaises, souligne que l'Action française demeure toujours plus nationaliste que monarchiste et plus monarchiste que royaliste. À partir de 1903, l'Action française est dotée de ses deux traits fondamentaux (le nationalisme et le monarchisme) et a ainsi amalgamé dans son idéologie « deux des trois courants de la Droite française ». Le mouvement se fait désormais le vecteur « d'une monarchie héréditaire, antiparlementaire et décentralisée » avec le soutien de figures des lettres françaises d'alors tels Paul Bourget et Jules Lemaître,.
Les derniers partisans républicains de l'Action française s'en éloignent alors, ou se convertissent au monarchisme, face à l’autorité croissante de Maurras et de son nationalisme intégral ; une partie de la clientèle catholique visée répugne à adhérer à ce nouveau royalisme. Caplain démissionne de ses fonctions d'administrateur de la revue. La liste des collaborateurs, sur laquelle Barrès figurait au verso de la couverture, avec d'autres républicains nationalistes, disparaît le 15 février 1903.

#### Un mouvement attaché au catholicisme

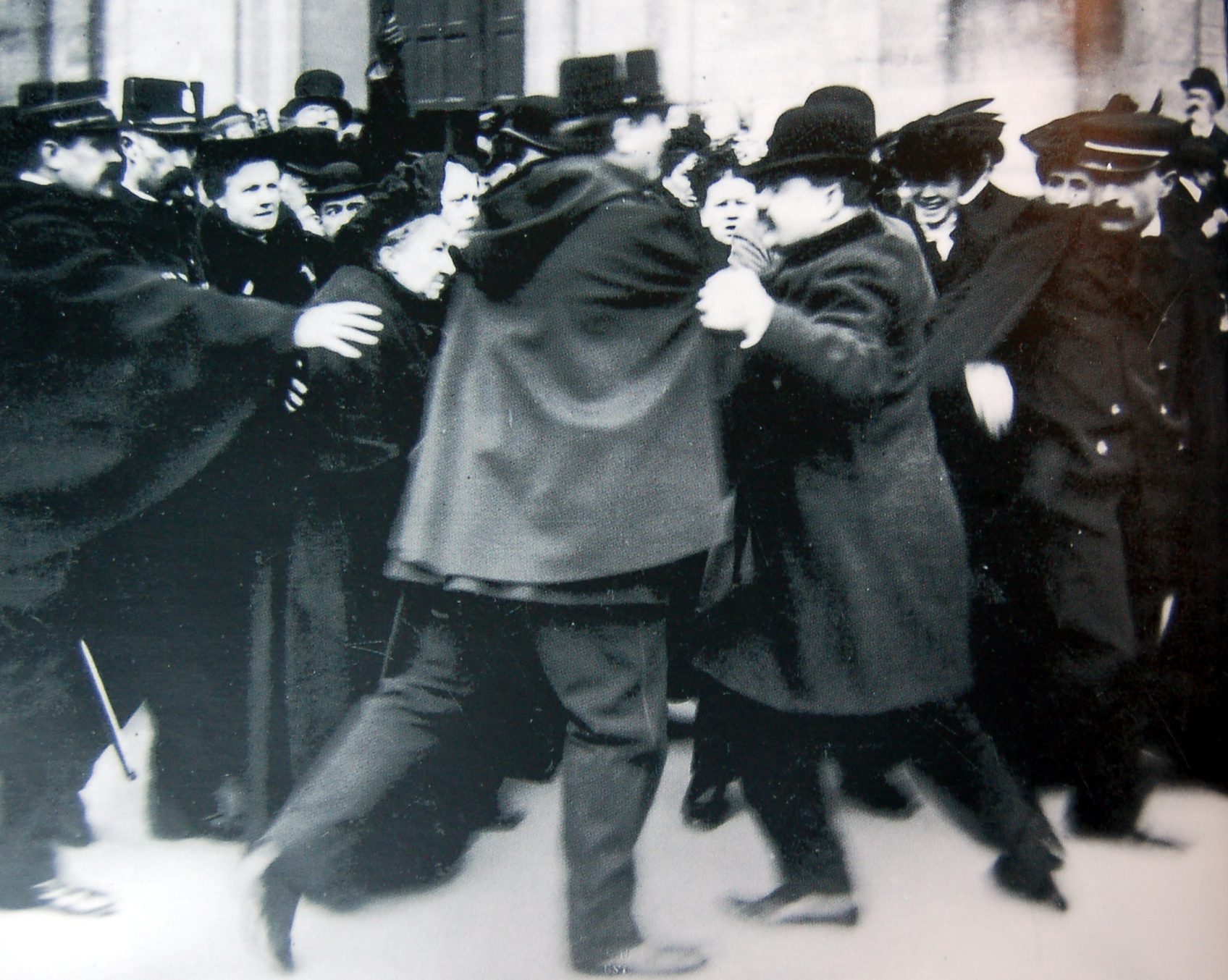
Manifestation devant Notre-Dame-des-Champs, en 1904.

En ce début de XXe siècle, la République française cherche à élever un rempart de sécularisation entre l’Église et la société ; un fort courant anticlérical se développe. Considérée par certains catholiques comme une « invasion laïque », cette politique conduit à la Loi de séparation des Églises et de l'État en 1905. « Après avoir mis Dieu hors de l'école, le bloc républicain décide de le pousser hors de l'État ».
Au début du XXe siècle, l'Action française est soutenue par une importante proportion de l'épiscopat français, mais elle y compte aussi « de farouches adversaires » qui dénoncent des erreurs ou demandent sa condamnation. Certains apprécient une défense rigoureuse de l'énoncé dogmatique de la foi chrétienne.
La condamnation du Sillon par Rome en 1910 augmente d'autant plus l'intérêt des catholiques pour l'Action française. Le mouvement de Maurras, de par la foi chrétienne partagée par ses membres et selon des considérations sociales et politiques, voit en l'Église catholique, apostolique et romaine l'instigateur de l'équilibre politique français et l'assurance d'un corps social français en bonne santé[réf. souhaitée].

### Rapport avec la papauté: la condamnation de l'Action française et sa levée
Sous Léon XIII, en dépit du ralliement de 1892, essentiellement tactique, l'Église catholique continue de se méfier de la République française, régime né de la Terreur, dont les soutiens travaillent à l'extirpation de la religion de la sphère sociale et politique . La doctrine politique de Léon XIII n'exclut pas la monarchie comme forme possible de régime, conformément à la théologie de saint Thomas d'Aquin qui la recommande et sur laquelle s'appuie largement le magistère de l'Église . En 1901, Maurras est frappé par une encyclique de ce pape suggérant qu'une monarchie peut sous certaines conditions correspondre aux exigences de la démocratie chrétienne au sens où ce texte l'entend : une société organisée mais tournée vers Dieu .
Sous Pie X, les relations avec la papauté se développent. Louis Dimier est reçu par le Pape Pie X et ce voyage est vu par Maurras et ses amis comme un encouragement exaltant . Pie X s'oppose à ceux qui veulent condamner globalement Maurras à cause de certains écrits témoignant de son agnosticisme et d'une métaphysique non chrétienne.
Sous Pie XI, son agnosticisme suscite l'inquiétude d'une partie de la hiérarchie catholique et en 1926, le pape classe certains écrits de Maurras dans la catégorie des « Livres Interdits » et condamne la lecture du journal L'Action française. Cette condamnation du pape est un choc pour bon nombre de ses partisans, dont un grand nombre de membres du clergé français, et cause un grand préjudice à l'Action française.
Cette mise à l'index fut cependant levée par Pie XII en 1939, un an après que Maurras fut élu à l'Académie française.
Plusieurs raisons sont avancées pour expliquer la condamnation de l'Action française par Pie XI puis sa réhabilitation par Pie XII. La pensée de Maurras ayant peu évolué pendant le quart de siècle pendant lequel l'Action française ne fait l'objet d'aucun blâme, des raisons liées au contexte politique et géopolitique sont mises en avant. En 1921, la République a rétabli les relations diplomatiques avec le Saint-Siège et Pie XI préconise une politique d’apaisement systématique avec l’Allemagne : il approuve les accords de Locarno et l’entrée de l’Allemagne à la SDN, contrairement à Maurras qui les dénonce avec virulence car pouvant contribuer au renforcement et donc aux possibilités de revanche de l'Allemagne. L'Action française entre en opposition avec les objectifs de la diplomatie papale. En plus du contexte, une enquête de Louvain provoque l'inquiétude de certains ecclésiastiques face à une influence jugée grandissante : les jeunes catholiques disent être fidèles à la Bible et à Maurras comme s’il était possible de les mettre sur le même plan ; mais une part du haut clergé français, des associations, des ordres religieux et quelques-uns des principaux théologiens soutiennent Maurras en dépit des réserves qu’ils témoignent vis-à-vis de certains aspects de sa pensée. Pie XI entend néanmoins balancer l’influence prépondérante détenue au sein de l’Église par l’épiscopat nommé du temps de Pie X et de la réaction antimoderniste et son désir d’avoir les mains libres pour développer des mouvements d’action catholique du type de la JOC et de la JAC est fort.
Le Pape charge alors le cardinal Andrieu de mettre en garde les fidèles contre l'Action française : celui-ci, qui a chaleureusement remercié Maurras en 1915 pour l'envoi de L'Étang de Berre, qualifié de « monument de piété tendre », lui disant qu'il défend l'Église « avec autant de courage que de talent », affirme désormais percevoir chez lui l'athéisme, l'agnosticisme, l'antichristianisme, un antimoralisme individuel et social ; ces accusations publiées dans La Semaine religieuse d'août 1926 sont perçue comme excessives. Maurras et les siens sont rassurés par les soutiens dont ils bénéficient ; cependant, loin d'adopter une attitude soumise et humble, Maurras fait bruyamment savoir que si la soumission à l’autorité romaine doit être totale sur le plan spirituel, la résistance s’impose lorsque celle-ci intervient dans le domaine politique de manière critiquable. Réagissant à une allocution papale mettant indirectement en garde contre l'influence de l'Action française en décembre 1926, conseillés par plusieurs théologiens, les dirigeants catholiques de l’Action française publient une déclaration maladroite intitulée « Non possumus » qui fait d’eux des rebelles alors qu'ils s'y identifient aux premiers martyrs chrétiens. La condamnation est publiée par décret de la Congrégation du Saint-Office tombe le 29 décembre 1926 : elle touchait Le Chemin de Paradis, Anthinéa, Les Amants de Venise, Trois idées politiques, L'Avenir de l'intelligence, La Politique religieuse et Si le coup de force est possible, ouvrages présentant un caractère naturaliste au sens métaphysique et dont certains aspects peuvent être qualifiés de philo-païens, ainsi que le quotidien.
Appliquée par les évêques et les prêtres, la condamnation est ressentie comme une blessure, une injustice et un drame par de nombreux croyants, y compris au plus haut niveau de l'Église. Le cardinal Billot, qui soutenait le mouvement, est convoqué par le pape le 19 décembre 1927, remet au pape sa pourpre cardinalice et se retire dans un monastère ,.
Paradoxalement, plusieurs catholiques rejoignent l'Action française comme Georges Bernanos qui, dans Comœdia et La Vie catholique, en prend la défense. La condamnation papale ne porte ni sur le royalisme, ni sur le nationalisme. Bien que de nombreux catholiques font le choix de rester à l'Action française, la condamnation affaiblit le mouvement.
Charles Maurras conteste avoir fait de l'adhésion à tous ses écrits une condition d'adhésion à l’Action française : son positivisme et son naturalisme, d'ailleurs partiels, n’ont jamais constitué des articles de foi pour les militants. Il ne fonde pas sa doctrine politique sur des conceptions philosophiques morales ou religieuses. On peut critiquer tel ou tel point de sa pensée mais non la rejeter en bloc. En 1919, dans la nouvelle version d’Anthinéa, il supprime un chapitre pour ne pas heurter les catholiques. Il affirme que l'Action française a contribué à ramener à la foi de nombreux Français : dès 1913, Bernard de Vesins a établi une liste de militants et abonnés entrés dans les ordres, tel André Sortais qui devient abbé général des cisterciens réformés, afin d'illustrer le fait que le mouvement maurrassien fut une pépinière pour l’Église.
Sous Pie XII, la condamnation est levée ; il est sans doute pris en compte que si Maurras avait été véritablement pleinement païen, sa rébellion aurait été plus totale et sa vindicte antichrétienne aurait trouvé de quoi se nourrir .

### Lignes directrices de la politique d'Action française
Charles Maurras, le chef du mouvement d'Action française, distingue le « pays réel » du « pays légal » (les institutions républicaines). Ces expressions lui servaient à affirmer dans les débuts de la Troisième République que la vie politique française (« pays légal ») serait totalement étrangère aux préoccupations et aux besoins de la France.

#### Le principe électoral et le suffrage universel
L'Action française pense que le vote nécessite une formation en science politique. Maurras en parlait ainsi : « La politique est une science parce qu'elle est un métier ou plutôt un art. Cet art de servir l'intérêt général suppose instruction, éducation, apprentissage, compétence. » Il continue : « les électeurs sont incapables de se prononcer en faveur du bien public, incompétents pour le discerner, inaptes à désigner les bons gouvernants. »
Maurras pense que le suffrage universel est conservateur :

« Nous n'avons jamais songé à supprimer le suffrage universel, dit-il. On peut dire que le suffrage universel doit élire une représentation et non un gouvernement, sans vouloir supprimer ce suffrage, et en voulant tout le contraire. Car ce suffrage, entre bien des vertus ou bien des vices, possède une propriété fondamentale, inhérente à son être même : le suffrage universel est conservateur […]. »

L'Action française s'oppose violemment à la démocratie, à la république, et au parlementarisme : « L'ultime recours de la restauration nationale résidait dans le coup d'État ». » Maurras écrit d'ailleurs : 

« la démocratie c'est le mal, la démocratie c'est la mort »

.
En 1910, Maurras salue l'arrivée des femmes dans le cycle des études supérieures et soutient le droit de vote des femmes dès 1919, qui ne leur a été accordé que par l'ordonnance du 21 avril 1944 du Gouvernement provisoire de la République française, considérant qu'elles seraient plus sensibles aux arguments traditionalistes et catholiques que les hommes.

#### Pensée économique et sociale
À partir de 1908, l'Action française, influencée par les enseignements du catholicisme social, favorable au monde ouvrier plutôt qu'à la bourgeoisie capitaliste du fait de ses positions hostiles à la Révolution française, incarnée dans ce domaine par la loi Le Chapelier, utilisant même le concept de « prolétariat », mais favorable à la paix sociale et non à la « guerre sociale », expose « la nécessité d'incorporer le prolétariat à la société, de donner aux ouvriers de la grande industrie des garanties sérieuses qui fissent partie du statut national. »
Concevant l'organisation des ouvriers dans le cadre du corporatisme, elle devient sur le plan économique proche du patronat[pas clair].
Des tentatives de rapprochement avec le « syndicalisme jaune » de Pierre Biétry ont également lieu. Mais ces efforts pour se rapprocher du monde ouvrier restent vains.
Dans les années 1909-1910, déçu par la CGT, Georges Sorel se rapproche de l'Action française, bien qu'il n'en partage pas le nationalisme ni l'objectif politique. Ses idées inspirent les initiateurs du Cercle Proudhon formé en décembre 1911 afin de rassembler syndicalistes révolutionnaires et royalistes sociaux autour de l'instauration d'une monarchie fédérative, donc sociale.
Comme l'Action française, le Cercle Proudhon est décentralisateur et fédéraliste, et insiste sur le rôle de la raison et de l'empirisme ; il est loin de l'irrationalisme, du culte de la jeunesse, du populisme, de l'intégration des masses dans la vie nationale qui caractériseront le fascisme italien après la première Guerre mondiale.
Charles Maurras fait cependant en sorte que le Cercle Proudhon ne soit pas intégré à l'Action française : il rejette en effet le juridisme contractualiste de Proudhon, qui représente pour lui un point de départ plutôt qu'une conclusion : « Je ne dirai jamais : lisez Proudhon qui a débuté par la doctrine réaliste et traditionnelle, mais je n'hésiterai pas à donner ce conseil à quiconque ayant connu les nuées de l'économie libérale ou collectiviste, ayant posé en termes juridiques ou métaphysiques le problème de la structure sociale, a besoin de retrouver les choses vivantes sous les signes sophistiqués ou sophistiqueurs ! Il y a dans Proudhon un fort goût des réalités qui peut éclairer bien des hommes ».
Tout en donnant un appui mesuré et prudent[pas clair] au Cercle Proudhon, formé d'intellectuels divers et indépendants[pas clair], Charles Maurras défend une politique sociale plus proche de celle de René de La Tour du Pin ; Maurras ne fait pas, contrairement à Georges Sorel et à Édouard Berth, le procès systématique de la bourgeoisie dans une partie de laquelle il voit un allié possible. À la lutte des classes, Maurras préfère opposer, comme en Angleterre, une forme de solidarité nationale dont le roi constitue la clef de voûte[pas clair].
À l'opposé d'une politique de masse de style fasciste, il aspire à l'épanouissement de corps intermédiaires librement organisés (non étatiques), l'égoïsme de chacun tournant au bénéfice de tous[pas clair]. Les thèmes sociaux que traite Charles Maurras sont en concordance avec le catholicisme social et avec le magistère de l’Église tout en relevant également d'une stratégie politique pour arracher à la gauche son emprise sur la classe ouvrière.

#### L'antisémitisme d'État

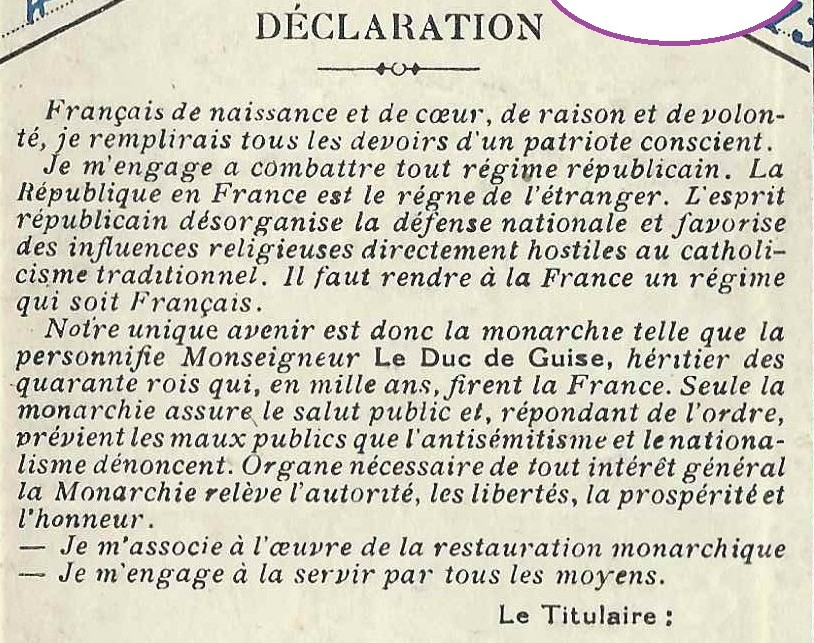
Déclaration signée en 1936 par les adhérents à la Ligue d'Action française. Ce serment revendique le nationalisme et l'antisémitisme.

Lors de la création de la Ligue d'Action française au printemps 1905, « la lutte antijuive est au cœur du combat contre la République. Jusque-là, l'AF était une association d'intellectuels qui se réunissaient au Café de Flore et lançaient leurs mots d'ordre dans une revue paraissant tous les quinze jours. Dorénavant, le mouvement dispose de troupes préparées à l'agitation et au coup de poing. La doctrine est fixée, la stratégie également : ces combats prendront pour cible privilégiée les Juifs », observe l'historien Laurent Joly. Ainsi, chaque ligueur de l'Action française doit prêter un serment qui affirme notamment : « Seule, la Monarchie assure le salut public et, répondant de l’ordre, prévient les maux publics que l’antisémitisme et le nationalisme dénoncent ».
Laurent Joly souligne que « jusqu'en 1914, l'antisémitisme de l'Action française est radical et absolu : un Juif n’est pas, ne peut pas être un Français. La doctrine de l’« antisémitisme d'État », théorisée au début des années 1910, se résume alors en une seule proposition : éliminer le Juif de la vie de la Cité en lui retirant sa « nationalité fictive de Français », en le replaçant dans le statut d'éternel étranger d’avant la Révolution française. »
Durant la Grande Guerre, la ligue monarchiste réaffirme déplorer « de voir les Juifs gouverner la France » mais honore des juifs tués au front, au nom de l'Union sacrée. Les historiens Léon Poliakov et Michel Dreyfus résument cette position ainsi : « pour L'Action française de Maurras un bon Juif est d'abord un Juif mort au combat. »
À compter de 1920, l'Action française formule les critères de « « juifs bien nés » et de « services rendus » (notamment à la guerre) susceptibles de laver les Juifs français, et eux exclusivement, de la tare judaïque », observe ironiquement l'historienne Catherine Nicault. Selon l'analyse de Laurent Joly, « cette ouverture aux « bons serviteurs » maintient une relation fondamentalement dissymétrique. L'atténuation théorique née de la Grande Guerre est d'abord et avant tout une légitimation de l'« antisémitisme d'État » : le « Juif bien né » est une pierre de plus à l’édification de la pensée maurrassienne, une confirmation de sa bienfaisance. Dans les faits, les Juifs d'AF n'ont le choix qu'entre la mort sacrificielle ou l'aliénation ».
D'après Catherine Nicault, « la plupart des israélites » nourrissent des espoirs mesurés à la suite des années d'Union sacrée et estiment avoir acquis « un titre de propriété [français] définitif » pour eux et leur descendance. Ils apprécient donc que « l'antisémitisme de l'AF, dans l'ensemble, a[it] déplacé sa cible à l'extérieur des frontières. » Toutefois, « les responsables communautaires restent sur la réserve » et relèvent plusieurs manifestations de l'antisémitisme maurrassien durant les années 1920. Catherine Nicault conclut que les « Français israélites » ne partagent pas une analyse commune de l'antisémitisme : à l'exception du groupe minoritaire des « israélites « nationaux » […], les autres « familles » israélites, et particulièrement l'élite communautaire, n'ont pas cessé […] d'être conscientes du danger antisémite, se divisant toutefois, et profondément, sur la tactique à lui opposer ». Quant à l'opinion des juifs français sur l'antisémitisme de l'Action française en particulier, Nicault affirme que « hormis les antifascistes qui considèrent que les disciples de Maurras comptent au nombre des « pires ennemis des Juifs », les « Français israélites » ont tendance à ne pas les mettre tout à fait dans le même sac que les autres [antisémites français]. Il est apparu que la minorité juive « autochtone », profondément patriote, fait preuve d'une sensibilité, voire d'une porosité sans équivalent à l'égard des thématiques du nationalisme intégral et de l'AF. D'où des attitudes de compromis, une attirance, voire une imprégnation dans certaines de ses marges ».

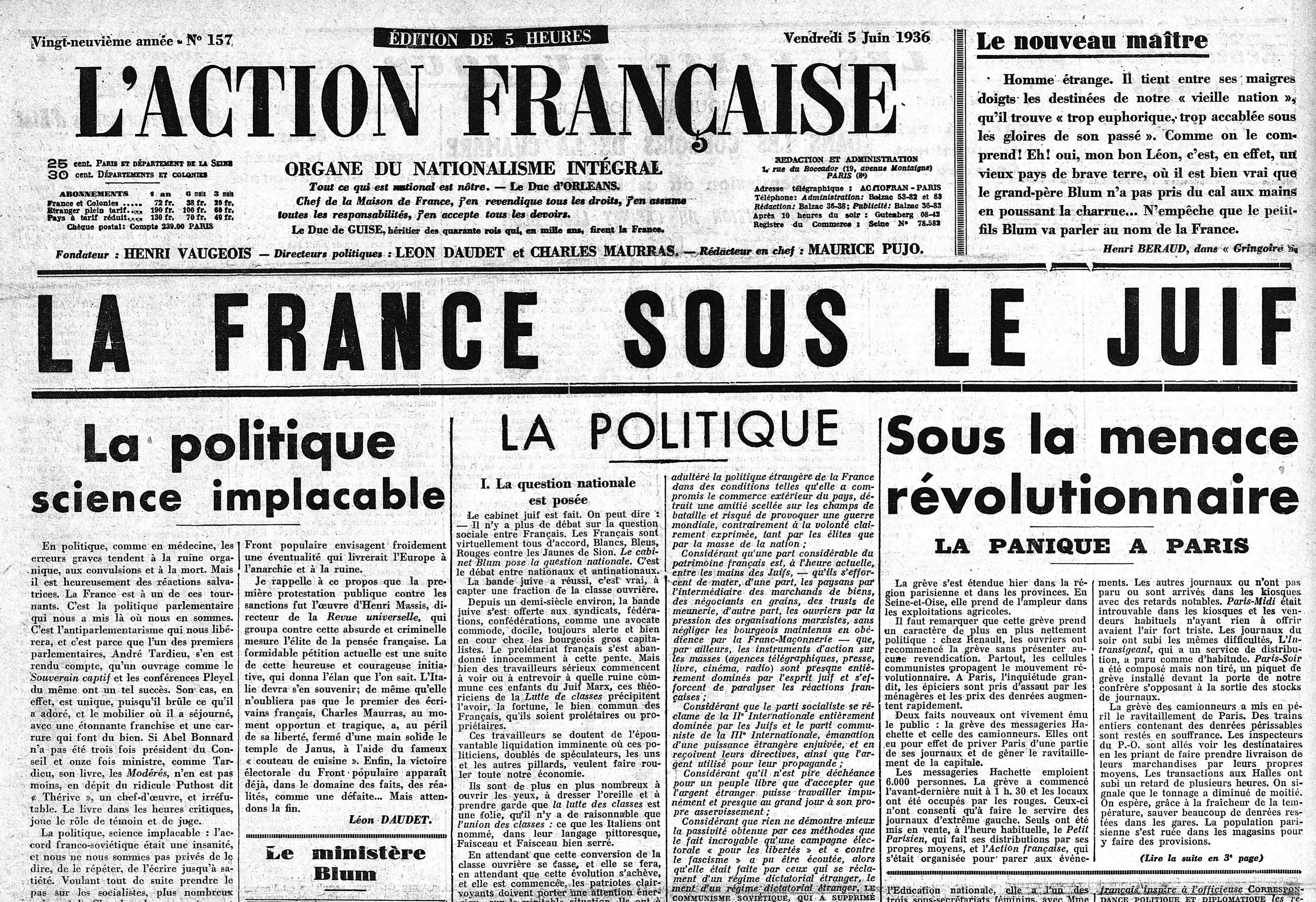
La France sous le Juif, manchette antisémite de L'Action française du 5 juin 1936.

L'historienne Carole Reynaud-Paligot note que le chef de l'Action française souhaite établir une distinction entre « l'antisémitisme allemand dont il expliquait la « tradition de brutalité » par les fondements biologiques de la notion de race, par l'idéologie de la race pure et un antisémitisme français à qui il déniait son caractère raciste en raison de son absence de fondements biologiques ».
Or l'historien Ralph Schor affirme que la différence entre « antisémitisme d'État » et « antisémitisme de peau » est essentiellement théorique : « dans la pratique, le maître à penser de l'Action française ne différait guère des autres antisémites ». De même, Carole Reynaud-Paligot relève que les « représentations essentialistes » imprègnent la vision d'une « race française » dotée par Maurras de « fondements biologiques ». L'historienne souligne également que « Laurent Joly a […] montré que Maurras et ses compagnons de l'Action française adhèrent pleinement à une conception naturalisante de la judéité et qu'ils soutiennent que l'hérédité raciale, en assurant la transmission des caractères intellectuels et moraux, rend le Juif inassimilable. Cette déclaration de Maurras au début de l'Occupation en témoigne : « J'ai vu ce que devient un milieu juif, d'abord patriote et même nationaliste, quand la passion de ses intérêts proprement juifs y jaillit tout à coup : alors, à coup presque sûr, tout change, tout se transforme, et les habitudes de cœur et d'esprit acquises en une ou deux générations se trouvent bousculées par le réveil des facteurs naturels beaucoup plus profonds, ceux qui viennent de l'être juif ». »
Laurent Joly observe que « durant l'entre-deux-guerres, la prose maurrassienne a habitué les lecteurs de L'Action française à un antisémitisme d’autant plus légitimé qu'il se présentait sous des dehors rationnels, avec ses exceptions pour les « Juifs bien nés » et ses considérants politiques. Dans l'opinion d'extrême droite et dans de larges franges de la droite conservatrice, les articles de Maurras ont imposé comme une évidence la nécessité de « régler la question juive » d'un point de vue politique : soit dans le cadre plus étendu du problème des « métèques », soit par une dénaturalisation des Juifs français, soit, enfin,par un « statut » particulier définissant des limitations et interdictions professionnelles. Ces trois options, théorisées dans les pages de L'Action française durant près de trois décennies, sont celles qui, dès l'été 1940, retiendront l'attention du gouvernement de Vichy ».
L'Action française tient un discours violemment antisémite sous l'Occupation. Lors de son procès en 1945, Maurras déclare ignorer les pratiques d'extermination dans les camps, et tient des paroles de compassion pour les victimes. En 1952, « hanté par la crainte de nouveaux cataclysmes », Maurras désignera « les camps d'extermination allemands ou « moscovites » comme les lieux où risquent de périr les nations » et « en constate l'horreur à l'échelle de l'Histoire, mais sans en percevoir la spécificité génocidaire ».

### Moyens d'action: presse, Ligue d'Action française et Camelots du roi

#### Fondation d'un journal quotidien

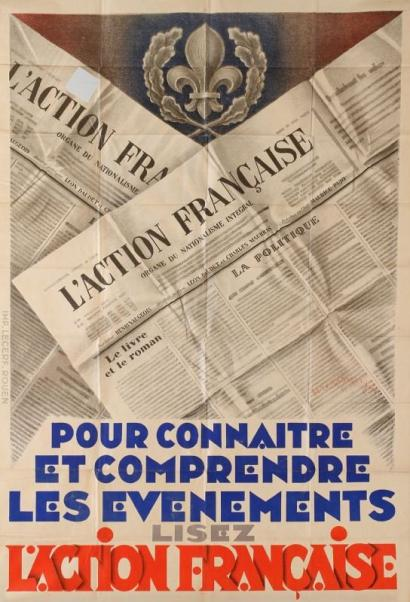
Affiche de promotion du quotidien L'Action française (1931).

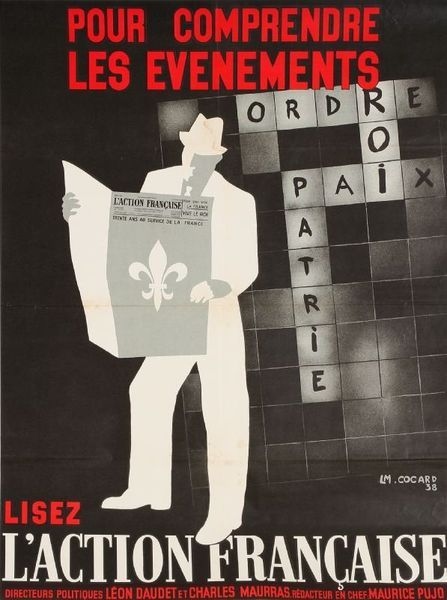
Affiche de promotion du quotidien L'Action française (1938).

La Revue d'Action française est remplacée par Action française quotidienne, organe du nationalisme intégral, qui paraît pour la première fois le 21 mars 1908. Sa devise est une citation du duc d'Orléans : « Tout ce qui est national est nôtre ». Ce quotidien exista « jusqu'à l'été 1944, où il connut une fin abrupte, en même temps que le régime qu'il avait contribué à inspirer ».

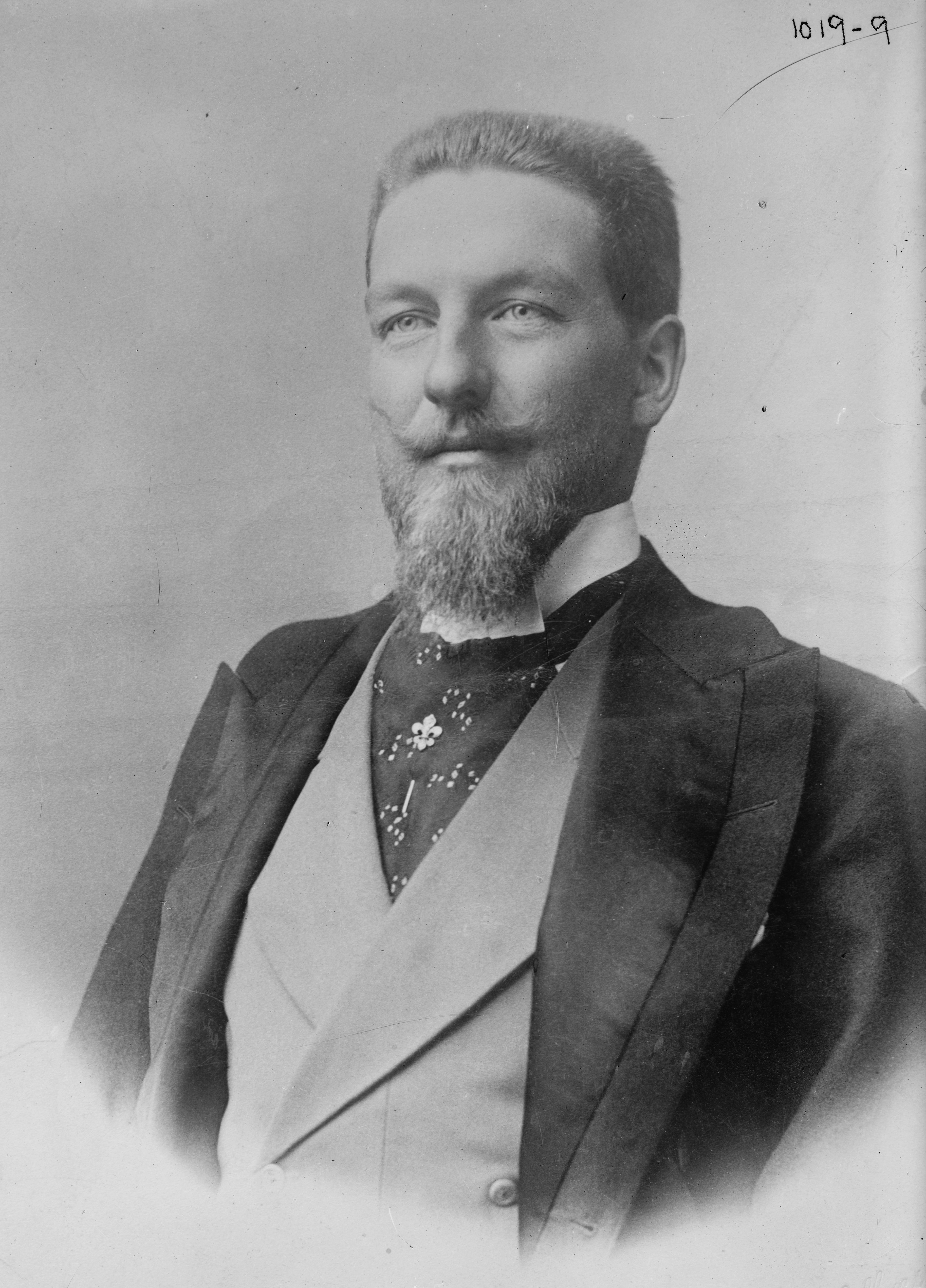
Philippe d'Orléans, « duc d'Orléans »
.

Beaucoup de donateurs sont de la noblesse ; en 1912, le prétendant orléaniste au trône donne mille francs par mois. Mais cette presse — qui envoyait des milliers d'abonnements gratuits et qui devait payer les amendes aux tribunaux pour les articles diffamatoires qu'elle publiait — était fortement déficitaire et faisait régulièrement appel à des souscriptions pour lutter « contre l'or juif ». Entre 1920 et 1926, « les pertes du journal s'élevèrent à près de cinq millions de francs ». Le milliardaire François Coty donna 2 millions de francs à l'Action française entre 1924 et 1928. Entre 1930 et 1935, la perte moyenne dépassait le million de francs par an. Finalement, « la seule période où le budget de l'Action française paraisse s'être trouvé en équilibre, c'est peu avant qu'il ait cessé de paraître, à Lyon, quand les ventes furent assurées et les autres activités en panne », après avoir refusé, en 1941, les subventions du ministère de l'Information de Vichy dont bénéficiait la presse repliée dans la zone libre.
De nouvelles personnalités rejoignent les rangs du mouvement, telles le polémiste et romancier Léon Daudet, l'historien Jacques Bainville, le critique Jules Lemaître, l'écrivain Paul Bourget, l'économiste Georges Valois, etc.
On peut lire dans l'article initial :

« Nous apportons à la France la Monarchie. La Monarchie est la condition de la paix publique. La Monarchie est la condition de toute renaissance de la tradition et de l'unité dans notre pays. C'est pour l'amour de cette unité, de cet ordre, que commence aujourd'hui notre guerre quotidienne au principe de la division et du mal, au principe du trouble et du déchirement, au principe républicain.
À bas la République ! et, pour que vive la France, vive le roi ! »

Suivaient les signatures d'Henri Vaugeois, Léon Daudet, Charles Maurras, Léon de Montesquiou, Lucien Moreau, Jacques Bainville, Louis Dimier, Bernard de Vesins, Robert de Boisfleury, Paul Robain, Frédéric Delebecque et Maurice Pujo.

#### L'Institut et les Camelots du roi
En février 1906, l'Action française fonde son Institut afin, dit-elle, « de redresser les intelligences qu'ont égarées la littérature et la philosophie du dix-neuvième siècle, la presse, le haut enseignement de l'Université républicaine ». L'Institut, qui se compose de huit chaires, est financé par le colonel Fernand de Parseval.
L'Action française possède alors un grand prestige. L'historien français Jean Touchard, dans l'article de l’Encyclopædia Universalis qu'il consacre à l'Action française, attribue trois raisons à l'influence du mouvement royaliste sur l'opinion publique :
- d'abord, la pensée de Maurras « se présente comme un ensemble parfaitement cohérent » ;
- ensuite, une « doctrine d'opposition absolue » ;
- et enfin, « l'incontestable qualité littéraire de l'Action française, la liberté de ton dont témoigne la rubrique littéraire »[41].

La doctrine de l'Action française attire alors une partie des élites catholiques, mais aussi une partie de la jeunesse française de droite, en particulier dans le « Quartier latin » à Paris comme en témoigne le contingent important de sympathies que fournit l'École nationale des chartes avant et après la Première Guerre mondiale, de même que l'Institut catholique, les facultés de droit de la capitale et plus modérément celles de médecine et de pharmacie, les Beaux-Arts et la « Khâgne » du lycée Louis-le-Grand sous l'impulsion d’André Bellessort. Toutefois, en dépit de la présence de plusieurs normaliens maurrassiens au début des années 1930, tels Robert Brasillach ou Thierry Maulnier, et bien qu'elle ait été un vivier pour les pages littéraires du journal, l'École normale supérieure de la rue d'Ulm reste pour sa part largement réfractaire aux idées nationalistes.

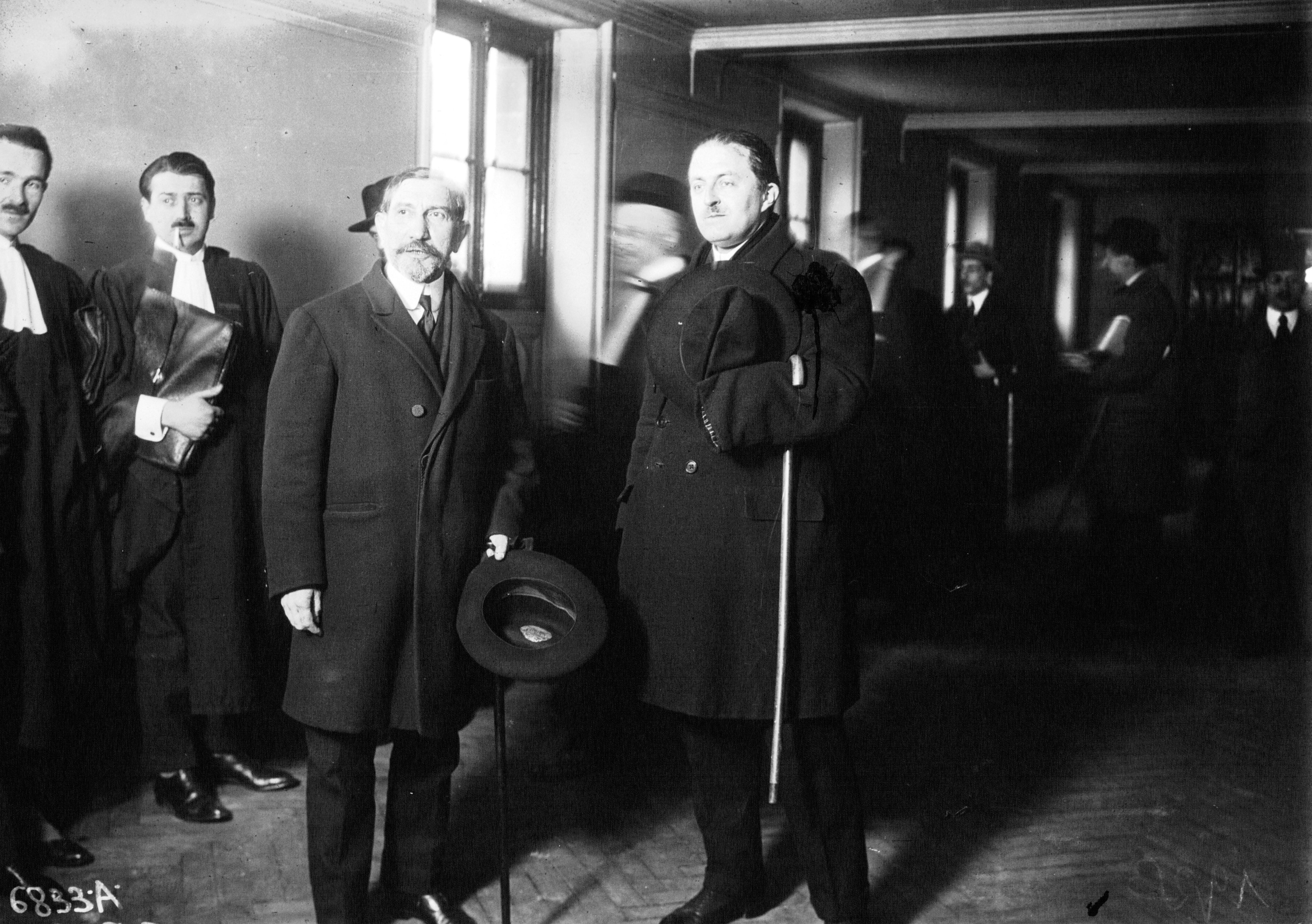
Les Camelots du roi au Palais : à gauche Charles Maurras, à droite Maxime Real del Sarte (1923).

Fondée en 1908, la Fédération nationale des Camelots du roi naît de l'intervention de Maxime Real del Sarte qui protestait contre la réhabilitation du capitaine Dreyfus. Initialement destinés à vendre le journal aux portes des églises, ils acquièrent la célébrité par leurs « coups de main » dans la rue. On les voit en effet souvent défiler avec « dans la main une bonne canne, dans la poche un bon livre » selon l'expression de Henri Lagrange. Le recours à la violence est effectivement récurrent,, pour empêcher l'expression d'idées différentes[réf. souhaitée]. Ils s'en prennent par ailleurs pour des « prétextes les plus futiles » à des professeurs juifs, comme le recteur Lyon-Caen ou le professeur Wahl. Le doyen Alfred Croiset est également victime de campagnes de l'Action française.
En juin 1908, la jeunesse de l'Action française manifeste bruyamment contre le transfert des cendres d'Émile Zola au Panthéon de Paris. Les affiches du mouvement proclament alors : « La République est le gouvernement de ces étrangers plus ou moins naturalisés ou métèques, qui ces jours-ci souilleront du cadavre de leur Zola le Panthéon désaffecté ; ils accaparent le sol de la France, ils disputent aux travailleurs de sang français leur juste salaire, ils font voter des lois qui ruinent l'industrie […] ».
En décembre 1908, l'affaire Thalamas refait surface : les Camelots veulent empêcher Amédée Thalamas d'assurer un cours libre à la Sorbonne sur « la pédagogie pratique de l'enseignement de l'histoire », perturbent ses cours et agressent le professeur. Thalamas avait déjà été la cible de l'Action française en novembre 1904, alors qu'il était professeur d'histoire au lycée Condorcet, pour avoir selon le mouvement « insulté Jeanne d'Arc » en offrant à ses élèves une vision positiviste de sa vie. Le jeune camelot Georges Bernanos est notamment arrêté pour avoir agressé Thalamas.
En février 1911, la Comédie-Française affiche une pièce d'Henri Bernstein. Très applaudi sur les théâtres du boulevard, il jouit d'une grande renommée. Son entrée à la Comédie-Française suscite l'opposition de l'Action française. Du 21 février au 2 mars, ses militants troublent les représentations et conspuent le dramaturge, qualifié par eux de « juif déserteur ». Suivent des manifestations nationalistes dont la plupart sont scandées par des « À bas les Juifs ! »
Les Camelots du roi sont aussi présents chez quelques étudiants et lycéens. Ainsi, l'Action française met à leur disposition une salle de réunions, une salle de lecture avec des journaux, des revues et une bibliothèque et crée pour les étudiants une bourse aux livres. Au début des années 1920, l'AF leur propose même un cercle de tennis et ouvre une salle d'armes à leur intention.

#### Associations proches et sociabilités
Les anciens combattants d'Action française sont rassemblés dans l'Association Marius Plateau, déclarée légalement en janvier 1930. Son premier président a été Joseph Darnand. Elle est ensuite présidée par Georges Gaudy.
Des adhérents de la ligue ont fondé à partir de 1926 le Cercle Fustel de Coulanges, pour les universitaires, professeurs du secondaire et instituteurs. Des banquets corporatifs accueillent par ailleurs des membres ou proches de la ligue dans l'entre deux guerres, notamment les médecins à partir de 1927, autour du docteur Paul Guérin jusqu'à ce qu'il quitte l'AF en 1930,,,,, puis autour de Charles Fiessinger, ami et médecin de Maurras, de 1931 à 1935 puis en 1939. L'un des médecins les plus fidèles, dès 1927, a été le docteur Théophile Alajouanine. L'AF a aussi rassemblé des médecins sympathisants en province, entre 1933 et 1936. Certains banquets ont été interdits par des préfets après la dissolution de la ligue en 1936, comme à Lille ou à Lyon. Cette tradition des banquets médicaux a été revivifiée en 1963.

### Un rayonnement politique important
De 1900 à 1926, l'influence de l'Action française est considérable et ne peut se jauger au seul tirage de son journal et encore moins aux effectifs des Camelots du roi. En effet, l'Action française se développe par delà les frontières françaises. Ainsi, peut-on voir une influence voire sa présence en Belgique, en Suisse, en Italie, en Espagne, en Roumanie mais aussi en Amérique du Sud et au Canada français.

#### En France
À ses débuts, l'influence de l'Action française se situe dans les salons provinciaux et repose sur certaines notabilités. Héritière des idées sociales de l’Église, elle tente de se rapprocher du prolétariat, ce qui donne naissance en 1911 au Cercle Proudhon. C'est dans ces années que l'AF obtient sa notoriété.
Si liée que soit la doctrine royaliste, elle n'est pas indivisible en ce sens que sans y adhérer on peut s'en inspirer partiellement. L'Action française possède ainsi des zones d'influence, un rayonnement bien plus étendu que le cercle de ses militants.
Si les lendemains du premier conflit mondial marquent l'acmé de l'influence de l'Action française en France, il apparaît que vis-à-vis de l'étranger, le premier conflit mondial coïncide avec une croissance de son expansion.
De ce fait, dans les années 1930, les étudiants français sont largement sensibles aux thèses nationalistes et patriotiques de l'Action française. « L'enseignement de Maurras séduit de larges fractions de la jeunesse ».
Plus largement, à cette époque, selon Eugen Weber, bien des Français « sont maurrassiens sans le savoir ». « Le général de Gaulle lui-même a été marqué par l'influence de Maurras qui d'ailleurs est resté germanophobe jusqu'à la fin. »
Comme le relève René Rémond, l'Action française est importante aux yeux de l'Histoire : « [Elle a] rajeuni un royalisme déclinant, renouvelé sa doctrine, doté d'un système de pensée la passion nationaliste et tenté une synthèse originale de leurs apports même contraire ».
La philosophie réactionnaire apportée par l'Action française imprègne donc une partie de l'opinion française facilitant le recrutement. Ainsi, de nouvelles générations arrivent : Robert Brasillach, Thierry Maulnier ou encore Lucien Rebatet. Mais plus tard, elle est frappée par de multiples dissidences. Georges Valois trouve la position de l'AF trop archaïque. Plus tenté par le fascisme que par le monarchisme maurrassien, il veut un chef qui combatte les ﬁnanciers et les hommes politiques. Il se sépare donc de l’Action française pour fonder le Faisceau, premier parti fasciste français, entraînant environ deux mille adhérents avec lui. À la suite, Louis Dimier se brouille avec Charles Maurras et décide alors de quitter la vie politique. Des éléments monarchistes comme le Dr Martin ou Eugène Deloncle, lassés du conservatisme de la ligue et souhaitant une action directe, s'éloignent du mouvement maurrassien pour fonder la Cagoule, dont l'action est dénoncée par les dirigeants de l'Action française.
En 1934, l'Action française rassemblait 60 000 adhérents, dont 7 000 dans la région parisienne. La plupart des adhérents sont des citadins, concentrés sur Paris et sa banlieue, le Nord-Pas-de-Calais et la Provence.

#### À l'étranger
Avant la Première Guerre mondiale, l'AF n'est pas très développée à l'étranger.
- En Suisse romande, La réputation de l'Action française à l'étranger commence dans les années 1908-1909. Le journal quotidien vient alors d'être lancé et il y est fortement lu et commenté, principalement via les actions des Camelots du roi qui impressionne une partie de la jeunesse intellectuelle, comme les frères Cingria[J 2]. La jeunesse étudiante romande commence dès lors à être influencée, telle La Salévia, association genevoise d'étudiants catholiques[60]. Il faut aussi noter la création, en 1910 à Lausanne et en 1911 à Genève, d'un groupe franco-suisse d'AF[J 3]. Quant à la Belgique, l'Action française y est présente à Gand et à Bruxelles sans toutefois y être adaptée voire en étant « caractérisée par une complète marginalité » jusqu'en 1914, selon le mot de l'historien Eric Defoort. Il faut aussi ajouter un groupe romain en 1912[J 3] et un groupe londonien dès 1914[J 1], auxquels s'ajoutent des mentions de Charles Maurras en Espagne et au Canada français, qui commence à y être connu. Ainsi, à la veille du premier conflit mondial, l'Action française « reste hors de France un phénomène marginal »[J 1].
- En Belgique, au cours des années 1930, les idées de Charles Maurras connaissent un vif succès au sein de la jeunesse catholique de droite et serra l'une des inspiratrices du mouvement rexiste.
- En Grande-Bretagne, Charles Maurras fut suivi et admiré par des écrivains et philosophes et a plusieurs correspondants britanniques, universitaires ou directeurs de revue ; en 1917, il a été sollicité par Huntley Carter du New Age et de The Egoist[D 15],[61]. Plusieurs de ses poèmes furent traduits et publiés en Grande-Bretagne où Maurras a de nombreux lecteurs parmi les High Church de l'anglicanisme et les milieux conservateurs[62]. On compte parmi ses lecteurs T. S. Eliot ou T. E. Hulme. Eliot trouva les raisons de son antifascisme chez Maurras : son antilibéralisme est traditionaliste, au bénéfice d’une certaine idée de la monarchie et de la hiérarchie. Music within me, qui reprend en traduction les pièces principales de La Musique intérieure paraîtra en 1946, sous la houlette du comte G.W.V. Potcoki de Montalk, directeur et fondateur de la The Right Review[63],[64]. La condamnation de 1926 eut ainsi des effets jusqu'en Grande-Bretagne où elle détourna du catholicisme des partisans de la High Church, déçus par le juridisme romain : la conversion de T. S. Eliot à l’anglicanisme, l’éloignement du catholicisme de personnalités comme Ambrose Bebb sont liés à cet événement[D 7]. Eliot inséra une citation en français de L’Avenir de l’intelligence dans son poème « Coriolan » qu’il tenait pour un maître livre pour sa satire des honneurs officiels[D 16].
- Au Canada, la pensée maurrassienne a été adoptée par des groupes d'intellectuels sensibles à cette référence prestigieuse pour intervenir dans des débats culturels, identitaires et politiques : L'AF est un périodique puis le nom d'une ligue (1921-1927), soutenus par un groupe de défenseurs de la langue française et dirigé pendant dix ans par le prêtre Lionel Groulx qui est le théoricien : défense de la langue française, de la famille, de la ruralité. La ligue défend l'idée d'un État pour les Canadiens français, protecteur contre les menaces de la modernité urbaine. Certains eurent des contacts personnels avec des dirigeants de l'Action française et retinrent de la pensée de Maurras l'hostilité à la démocratie et au parlementarisme, la distinction entre pays légal et réel et les conceptions esthétiques (génie latin, classicisme français). Le mouvement changera de nom et deviendra l'Action canadienne française puis l'Action nationale[65].
- Au Mexique, Jesús Guiza y Acevedo, surnommé « le petit Maurras », et l'historien Carlos Pereyra (es).
- En Espagne, il existe un mouvement proche de l'Action française Cultura Española, qui dispose de sa revue Acción Española et joue un rôle important durant les années 1930[J 4].
- Au Pérou, le marquis de Montealegre de Aulestia a été influencé par Maurras. Ce grand penseur réactionnaire péruvien, admiratif de sa doctrine monarchique, le rencontre en 1913.
- En Argentine, le militaire argentin Juan Carlos Onganía, tout comme Alejandro Agustín Lanusse, avaient participé aux Cursillos de la Cristiandad, ainsi que les dominicains Antonio Imbert Barrera (es) et Elías Wessin y Wessin (es), opposants militaires à la restauration de la Constitution de 1963.
- Au Portugal, le dictateur António de Oliveira Salazar qui gouverna le pays de 1932 à 1968 admirait Maurras même s'il n'était pas monarchiste et il fit part de ses condoléances à sa mort en 1952[D 17].

### Un mouvement alerte à l'aube de la Première Guerre mondiale

Affiche intitulée « On les aura ! Oui mais ... Le poilu aura sa part… Lisez L'Action française » datée de 1917.

#### L’avant-guerre
Les années 1908-1914 sont des années de fort développement pour l'Action française. La jeunesse, les ligueurs, les Dames et les Jeunes Filles, le journal, réagissent sans trêve ni merci contre l’antimilitarisme, l’antipatriotisme et le désarmement, ce que l’Action française considérait comme « la décomposition et l’affaiblissement de l’esprit national qui ont suivi l’affaire Dreyfus ». Dans ces années, l'idéologie de l'Action française se constitue comme un nationalisme antisémite, théorisant l'antisémitisme d'État et multipliant les insultes contre les Juifs dans son organe de presse.
Selon René Girault, les années 1910-1912 marquent le « réveil national » français face à la menace allemande, l'Action française y participant largement.

##### La Guerre dans la littérature d’Action française
Jacques Bainville, dans ses articles qui ont formé ses livres Le Coup d’Agadir et La Guerre d’Orient, considérait qu'en cédant le Congo, la France aurait surexcité les appétits germaniques. À la même époque, L’Avant-Guerre de Léon Daudet expliquerait « avec preuves et documents irréfutables, que l'invasion commerciale et industrielle allemande couvre un vaste réseau d'espionnage ». L'ouvrage est sous-tendu par un « antisémitisme délirant » et théorise un complot de l'« Anti-France » se situant dans la lignée de Drumont. Selon l'auteur nationaliste Louis Marchand, écrivant dans les années 1920, il s'en serait suivi une offensive morale des Allemands tournée contre Daudet, Maurras et l'Action française.

#### La Grande Guerre

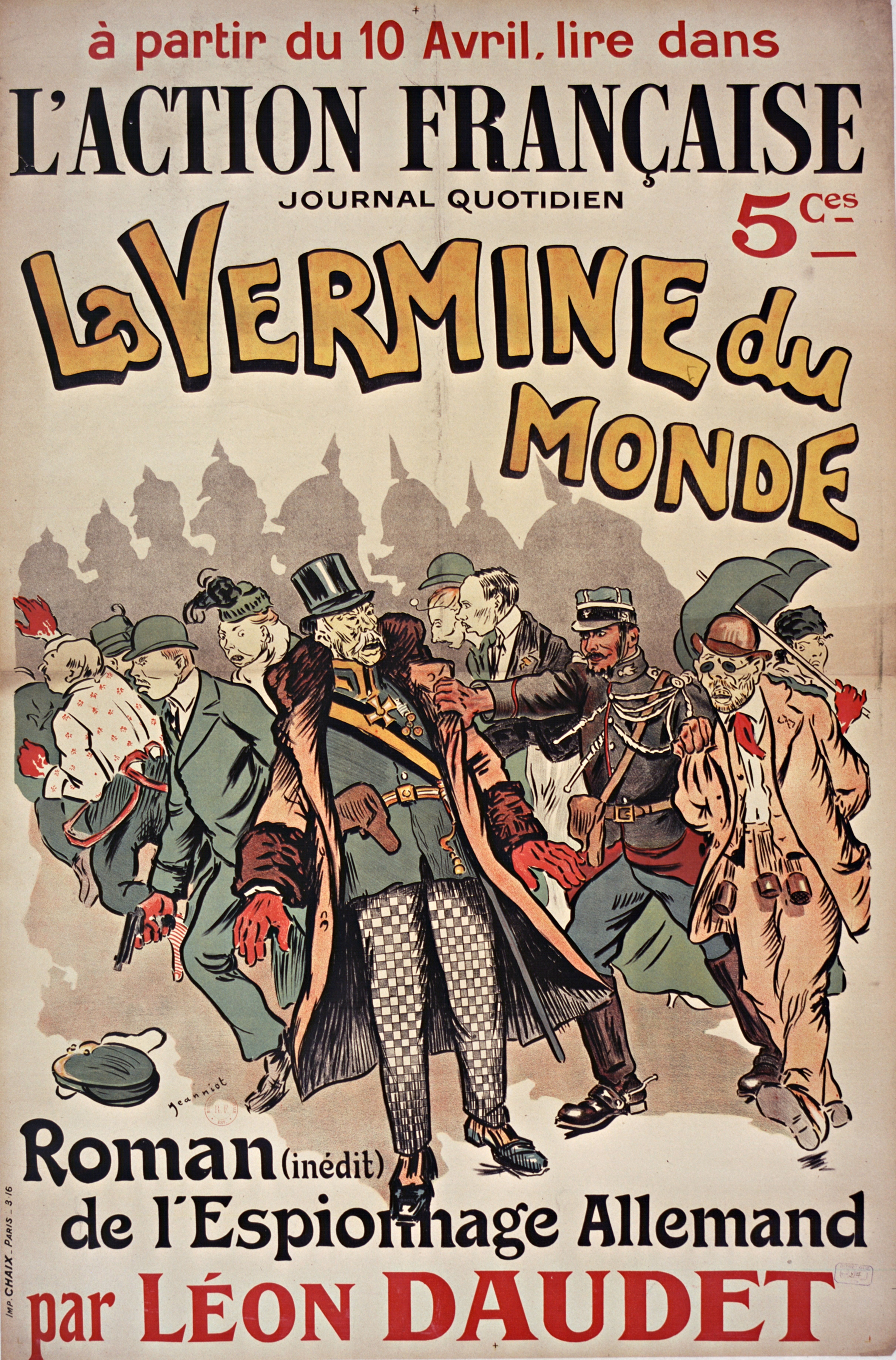
Affiche (1918).

Quand la guerre éclate en 1914, l'Action française se plie à l'Union sacrée en apportant un « soutien ferme et indéfectible aux gouvernements en place ». Dans ses Mémoires, à la date du 28 octobre 1917, Raymond Poincaré écrit : « Depuis le début de la guerre, Léon Daudet et Charles Maurras ont oublié leur haine contre la République et les républicains, pour ne plus penser qu’à la France. »
Pendant la guerre, L'Action française dénonce des industriels qui traiteraient avec l'Allemagne. Il en résulte de nombreux procès en diffamation, dont un conduit à la confiscation du quotidien pendant une semaine. Des descentes de police dans les locaux du journal ont lieu de même que des perquisitions chez Charles Maurras, Marius Plateau ou encore Maxime Réal del Sarte[réf. nécessaire].
L'Action française revendique deux mille cinq cents adhérents morts au champ d'honneur.

### L'entre-deux-guerres
La fin de la Première Guerre mondiale et l'immédiat après-guerre voient le rayonnement de l'Action française s'accroître dans le monde intellectuel. Cependant, le mouvement ne connaît pas de succès politiques importants, et il est considérablement affaibli par la condamnation papale de 1926

#### Rayonnement intellectuel
C'est avec l'appui de l'Action française qu'en novembre 1917 Georges Clemenceau est nommé à la tête du gouvernement en dépit de la réticence de Maurras pour ce jacobin anticlérical qui a refusé l'offre de paix séparée proposé par l'impératrice Zita ; néanmoins, Clemenceau cherche l'appui moral de l'Action française via l'entremise du député royaliste Jules Delahaye. Le journal comptait 1 500 lecteurs en 1908, 22 000 en 1912, 30 000 en 1913, et tire à 156 000 exemplaires en 1918.
L'Action française atteint son apogée au lendemain de la Première Guerre mondiale et reçoit l'hommage public de Raymond Poincaré,. Aux élections législatives de 1919, les listes d'Union nationale, soutenues par l'Action française, obtiennent 30 élus, dont Léon Daudet à Paris, ainsi que des royalistes légitimistes et des conservateurs, parmi lesquels Xavier de Magallon, Victor Rochereau, Xavier Vallat, etc... Les députés proches de l'Action française se réunissent à d'autres députés catholiques-sociaux dans le groupe parlementaire des Indépendants de droite, où ils tentent d'infléchir la politique sociale française vers le corporatisme. Le 1er mars 1925, Maurras est élu « Prince ces écrivains » par les membres de « La plume », succédant ainsi à Anatole France.
Autour de la ligue gravitent aussi un Comité des Dames et de nombreux sympathisants antiféministes comme Marthe Borély. L'influence intellectuelle de Maurras est à son zénith alors que Jacques Bainville et Henri Massis fondent la Revue universelle dans laquelle débutent Jean Cocteau, Pierre Drieu La Rochelle ou encore Henry de Montherlant.
Cette popularité de l'Action française au lendemain de la Grande Guerre se traduit par l'élection de Léon Daudet comme député de Paris à la Chambre bleu horizon ou par la publication par Henri Massis dans Le Figaro du 19 juillet 1919 d'un manifeste « Pour un parti de l'Intelligence » signé par cinquante-quatre personnalités dont Daniel Halévy, Francis Jammes, Jacques Maritain.
En 1924, l'Action française prône un « Bloc de droite », mais la force du sentiment républicain empêchait de passer d'une alliance de fait à la Chambre à une coalition assumée en période électorale. L'Action française se voit donc contrainte d'affronter isolée les élections de 1924, échec cuisant qui montre alors « l'inefficacité de l'Action française en matière électorale » en dehors de circonstances exceptionnelles comme celles de 1919.
En mars 1925, l'Assemblée des cardinaux et archevêques de France publie la Déclaration sur les lois dites de laïcité et les mesures à prendre pour les combattre. Ce document, qui condamne la laïcisation de la société française et enjoint aux catholiques de s'y opposer, est vu par certains contemporains comme un soutien implicite de la hiérarchie catholique française à l'Action française. Ainsi, le journal La Croix écrit « La déclaration est une victoire du bon sens, mais n'est-ce pas l'Action Française qui, depuis vingt-cinq ans, maintient contre tous les positions du bon sens ? » et L'Action française commente : « La haute portée doctrinale et politique de ce document, sans égal en importance dans l'histoire du catholicisme chez nous, depuis bien longtemps, n'échappera à aucun lecteur de l'Action Française. On y trouvera une justification éclatante de l'attitude que nous avons toujours maintenue envers tous les articles de la politique irréligieuse, dont les étapes sont marquées par les noms de Ferry, Waldeck, Combes, Aristide Briand et Herriot ».

#### Assassinats de royalistes et emprisonnement
Le 9 juin 1925, l'article quotidien de Charles Maurras est remplacé par deux lettres ouvertes. La première est adressée au préfet de police de Paris, Alfred Morin et la seconde au ministre de l'Intérieur, Abraham Schrameck. Ces lettres ouvertes font suite à une série d'attentats qui ont lieu à l'encontre des royalistes.
L'assassinat de Marius Plateau en 1923, celui d'Ernest Berger en 1925 et d'autres attentats commis contre l'Action française contribuent aussi à créer un élan de solidarité autour de Charles Maurras et à renforcer son prestige.

#### Léon Daudet: prison, libération et exil
En juin 1927, l'affaire Philippe Daudet connaît un nouveau rebondissement. Léon Daudet est condamné à cinq mois de prison ferme et Joseph Delest, gérant du journal à deux mois, pour avoir diffamé le chauffeur du taxi qui transportait Philippe Daudet quand il s'est suicidé. Les deux hommes tentent de se soustraire à la justice et se barricadent trois jours dans les locaux de l'Action française, rue de Rome. Le 13 juin, le préfet de police Jean Chiappe obtint la reddition des forcenés qui sont immédiatement incarcérés à la prison de la Santé. Douze jours plus tard, Charlotte Montard, téléphoniste d'Action française, échafaude un plan à partir d'un canular téléphonique, qui permet l'évasion des deux hommes et du communiste Pierre Semard par la grande porte de sortie. Léon Daudet et Joseph Delest sont rapidement exfiltrés en Belgique auprès du Comte de Paris, et obtiennent leur grâce en 1930[source insuffisante].

#### Condamnation par la papauté

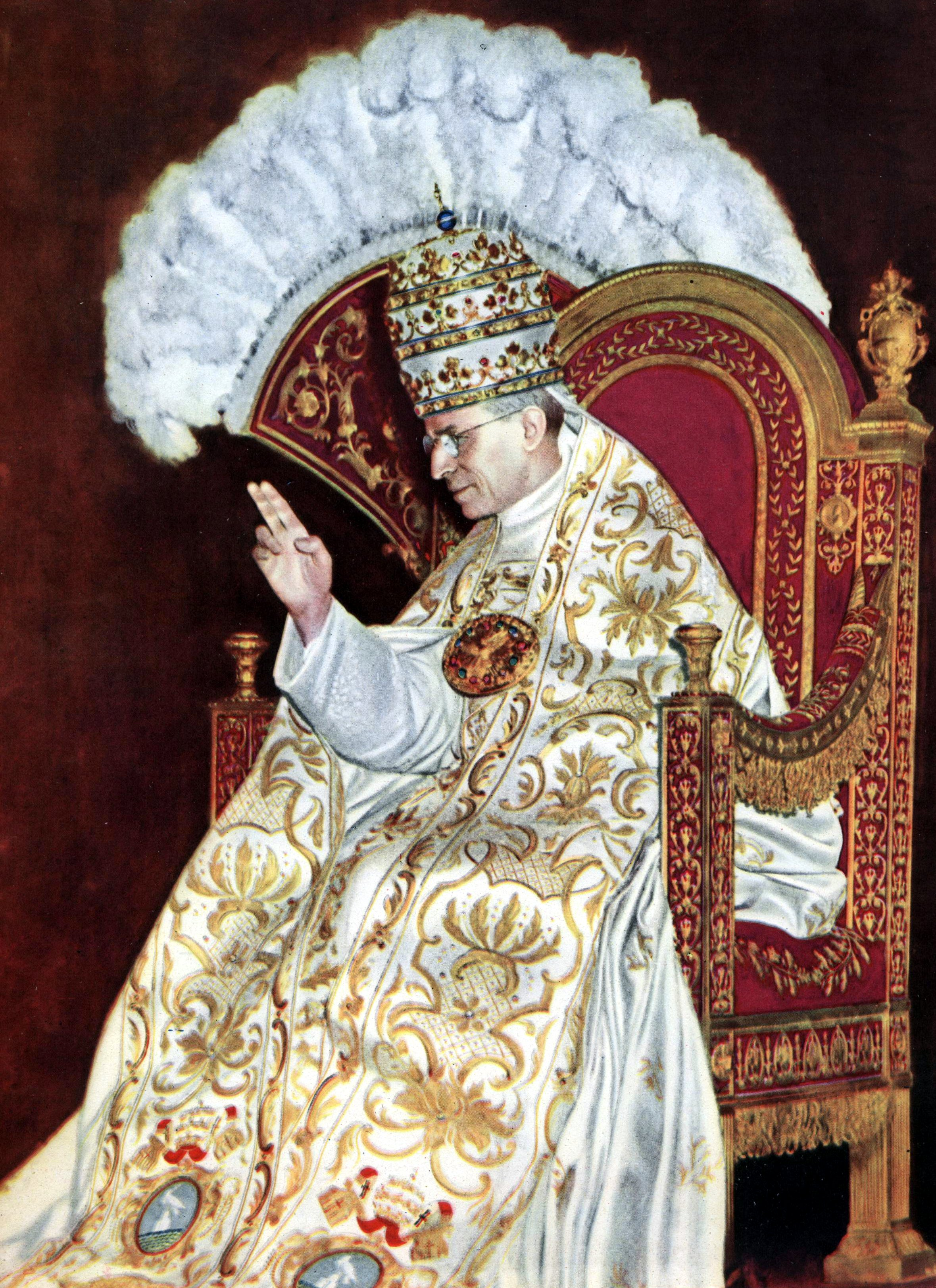
Couronnement de Pie XII en 1939.

Le 27 août 1926, L'Aquitaine, semaine religieuse du diocèse de Bordeaux, publie une lettre du cardinal Andrieu. Celle-ci dénonçait la question de Dieu traitée par les dirigeants de l'AF dans leurs livres et articles alors qu'ils s'y déclarent athées ou agnostiques.
Après la mise à l'Index de certaines œuvres ouvertement agnostiques de Maurras, Rome condamne l'Action française le 29 décembre 1926. L'ensemble des ouvrages de Maurras ainsi que le quotidien sont mis à l'Index par décret du Saint-Office. Le 8 mars 1927, les adhérents de l'Action française sont interdits de sacrements. Ceci porte un coup très dur au mouvement. En effet, en froid avec la République, beaucoup de catholiques avaient adhéré ou sympathisé avec les idées de l’Action française mais cette condamnation romaine entraîne le départ de pléthore d’entre eux, les détournant de l’engagement antirépublicain au bénéfice d’un engagement répondant à l’action catholique promue par Pie XI.
Le principal reproche fait par Rome au nationalisme intégral était de subordonner la religion à la politique et au nationalisme. L'interdiction faite aux catholiques de lire L'Action française provoque une chute du tirage du journal qui perd la moitié de ses lecteurs entre 1925 et 1928.
Selon Jean-Marie Mayeur, « le fait que l'Action française perde ses liens avec le monde catholique facilite l'évolution de certains des siens vers le fascisme ».
Au niveau de l’épiscopat, entre 1926 et 1939, les partisans de Maurras se trouvent peu à peu remplacés par de jeunes prélats moins engagés politiquement. En 1936, la guerre d’Espagne ravive l’anticommunisme au sein de l’Église. De nombreux ecclésiastiques, par l’intermédiaire des carmélites de Lisieux, font campagne à Rome en faveur d’une réconciliation avec l’Action française. Celle-ci aboutit en juillet 1939, après la signature d'une lettre de soumission par le conseil de direction du journal, à la levée de l’interdit qui pèse sur L'Action Française par le nouveau pape Pie XII — sans toutefois que ce dernier lève la mise à l'Index des cinq ouvrages condamnés de Maurras — mais cela ne permet cependant pas au journal et au mouvement de retrouver l'audience perdue.

#### Les années 1930, l'Action française au cœur des controverses

Émeutes sur la place de la Concorde lors de la crise du 6 février 1934.

En mars 1925, l'affaire George Scelle inscrit le mouvement une série d'affaires et de controverses. Cette première affaire rassemble autour de l'Action française de nombreuses organisations hostiles aux ministères radicaux-socialistes.

Dans un contexte de crise économique et de scandales politiques — notamment l'affaire Stavisky —, les ligueurs d'Action française sont au premier rang de la manifestation antiparlementaire du 6 février 1934,, qui vise avant tout à protester contre la révocation par Édouard Daladier, nouveau président du Conseil, du préfet de police de Paris, Jean Chiappe, du fait de sa proximité avec l'extrême droite. Cette révocation est aussi liée à la découverte par Daladier que Chiappe a freiné l'instruction de l'affaire Stavisky. La manifestation dégénère en combat de rue, notamment au pont de Solférino. Le colonel de La Rocque, à la tête de la plus importante des organisations présentes, les Croix-de-Feu, gagne l'esplanade des Invalides mais refuse le coup de force. L'objectif de l'Action française, prendre par la force le contrôle de la Chambre des députés et renverser la République, n'est finalement pas atteint. L'absence de coordination préalable entre les différentes ligues et leur rivalité font de cette journée un échec : s'ils échouent, la violence des affrontements fait une vingtaine de morts parmi les militants d'Action française, soit deux tiers des victimes. Cet échec voit le départ de beaucoup de membres actifs comme Jacques Renouvin, convaincus finalement que la Ligue est impuissante et vouée à la sclérose doctrinale. Le lendemain, le 7 février 1934 au matin, le journal L'Action française est saisi chez tous ses dépositaires à Paris et dans le département de la Seine, sur ordre du nouveau préfet de police. L'AF engage alors une instance contre le préfet devant la Justice, accordée par la suite par le Tribunal des conflits qui juge que la mesure incriminée constituait une voie de fait,. Par la suite, l'Action française crée le groupement L'Ordre français avec deux autres ligues d'extrême droite : Solidarité française et les Jeunesses patriotes.

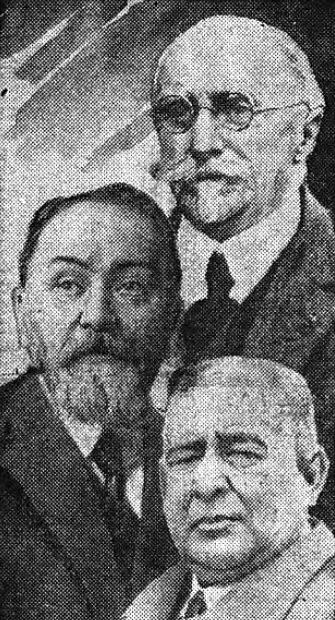
De haut en bas : Antoine Schwerer, Maurice Pujo et Léon Daudet.

De janvier à mars 1935, les grèves dans les facultés de médecine contre la présence d'étudiants étrangers sont marquées par une série de manifestations organisées par l'Action française ; les noms de professeurs à consonance étrangère ou juive sont conspués et les slogans proclament « Dehors les métèques ». Le jeune François Mitterrand, alors étudiant à l'École libre des sciences politiques, participe notamment au cortège du 1er février 1935.

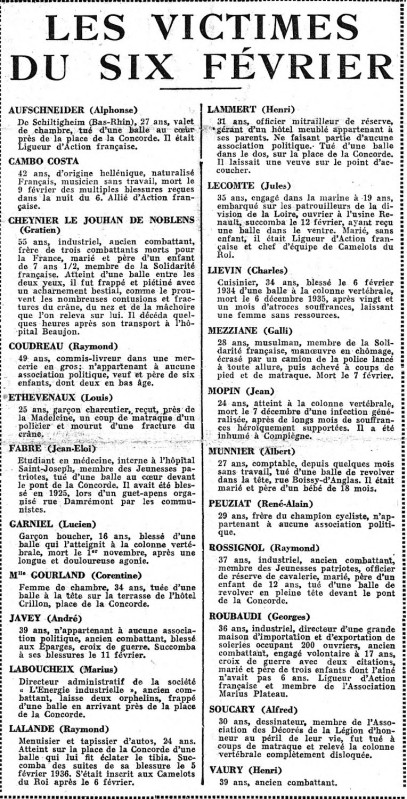
Liste des victimes du 6 février dans les rangs de l'Action française.

Le 9 février 1936 meurt l'historien et journaliste Jacques Bainville, académicien et grande figure de l'Action française. Ses obsèques ont lieu quatre jours plus tard, le 13 février, et rassemblent près de 10 000 personnes, le maréchal Pétain et le maréchal Franchet d'Espérey, d'anciens ministres, des ambassadeurs, des académiciens, des sympathisants d'Action française, des Camelots du roi, mais aussi des opposants au mouvement. Alors que la foule attend le passage du cortège funèbre, la voiture de Léon Blum traverse le boulevard Saint-Germain et s'arrête en face. Un groupe d'anciens Camelots, exclus de l'Action française et mené par Jean Filiol (futur cofondateur de l'OSARN), suit le cortège indépendamment de toute délégation d'Action française,. L'ayant reconnu, il profite de l'occasion pour l'attaquer violemment : « Blum — qui avait quand même 64 ans — est attaqué et roué de coups. Il est blessé à la tempe par un coup de barre de fer ». Sauvé par l'intervention d'ouvriers qui travaillaient sur un chantier rue de l'Université, Blum, « bless[é] légèrement », parvient à échapper au lynchage, le visage couvert de sang. Interrogé par la police, il lui dira qu'il lui est impossible de reconnaître ses agresseurs. Le conseil des ministres se réunit d'urgence et décrète par la voix d'Albert Sarraut la dissolution de la Ligue d'Action française, de la Fédération nationale des Camelots du roi et de la Fédération nationale des étudiants d'Action française avec effet immédiat, en application d'une loi contre les ligues votée un mois plus tôt. À la suite de la dissolution, des perquisitions sont menées dans les locaux de l'Action française, où l'on retrouve le chapeau de Blum, et au domicile de Maurice Pujo, Charles Maurras, Maxime Real del Sarte, Lucien Lacour, François de Lassus, Georges Calzant et Pierre Juhel. Dans un sentiment de vengeance et de haine, le 19 février, le quotidien monarchiste profère de nouvelles menaces antisémites : « À bas les Juifs ! Ceux qu'on avait le tort d'admettre à égalité affichent une ridicule ambition de nous dominer. On les mettra au pas, et la petite peine n'ira pas sans plaisir », menaces qui s'amplifieront lors de la victoire du Front populaire en mai, Maurras dénonçant un « cabinet juif ». L'Action française, quant à elle, y voit l'œuvre d'un complot juif et « la riposte du youpin ».
Le 9 avril 1935, Maurras publie dans L'Action française un violent article antisémite contre Léon Blum, qu'il traite de « détritus humain », ajoutant : « C'est un homme à fusiller, mais dans le dos ».
Le 21 juillet 1936, Maurras est condamné à huit mois de prison ferme et effectue sa peine à la prison de la Santé. Il reçoit de très nombreuses marques de soutien, dont celui du pape Pie XI et de mère Agnès, sœur aînée de sainte Thérèse de Lisieux et supérieure du Carmel ; de cent députés et sénateurs alsaciens, qui signent une protestation. Le 8 juillet 1937, entre quarante et soixante mille personnes viennent rendre hommage à Maurras à l’occasion de sa libération au Vélodrome d’Hiver en présence de la maréchale Joffre.
En juillet, L'Action française accuse à tort Roger Salengro d'avoir déserté pendant la Première Guerre mondiale et joue un rôle majeur dans la violente campagne de diffamation menée, avec le quotidien d'extrême droite Gringoire, contre le ministre de l'Intérieur du Front populaire. Découragé, saisi par « le dégoût d'avoir à lutter contre une calomnie insupportable », Salengro se suicide le 18 novembre 1936.

#### Politique extérieure: Les paradoxes de l’antigermanisme, entre appel au réarmement et pacifisme de droite

##### Antigermanisme
L'Action française continue après la Grande Guerre à développer un antigermanisme affirmé dès ses origines : pour elle, « quel que fût son régime […] l'Allemagne était l'ennemie de la France ». Ainsi, considérant que c'était l'unification de l'Allemagne réalisée par Bismarck qui avait créé au sein du peuple allemand un nationalisme si agressif qu'il avait fini par menacer l'existence même de la France, elle réclame que le traité de Versailles s'inspire des traités de Westphalie et répartisse le peuple allemand entre plusieurs États, plusieurs Allemagnes, ce que Maurras nommait « la paix Bainville ». Cependant, l'Action française eut beau réclamer l'annexion du Landau, de la Sarre et l'établissement d'un protectorat français sur la Rhénanie, le traité de Versailles ne répond pas à ses attentes sur ce point, se contentant de prévoir l'occupation de la rive gauche du Rhin (Rhénanie) par les Alliés pour quinze ans.
Jacques Bainville est le premier relais de cette volonté perpétuelle de l'Action française de dénoncer un germanisme qui, selon lui, « existe en dehors de l'histoire, au-delà des frontières ou des coutumes, une idée, une idéologie qui peut revendiquer Riga aussi bien que Strasbourg, la Bohême non moins aisément que l'Autriche : ce nationalisme idéaliste tend aux ambitions infinies ». Dans ce cadre, il réclame les garanties les plus concrètes pour contraindre l'Allemagne à respecter les traités qui avaient clos la Grande Guerre, quitte, en échange, « à se concilier les Allemands aux dépens des nouvelles nationalités nées sur ses frontières orientales ».

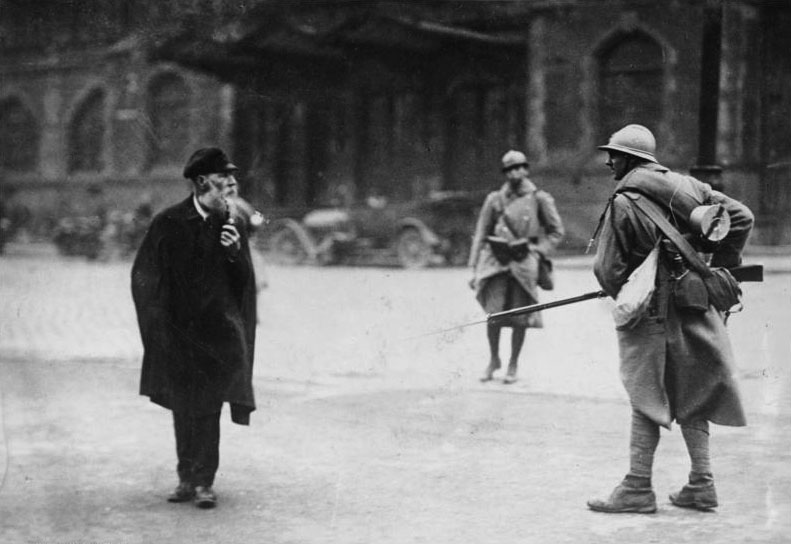
Soldats français dans la région de la Ruhr en 1923.

La signature par l'Allemagne et l'URSS en 1922 du traité de Rapallo renforce « Bainville dans la conviction que le bolchevisme et le pangermanisme [prétendaient] à l'hégémonie européenne ». Dans la même logique anti-germanique l'AF était hostile à la politique de rapprochement franco-allemand engagée par Briand, politique jugée laxiste par les royalistes car trop passive, « un pacifisme sentimental et purement verbal ».

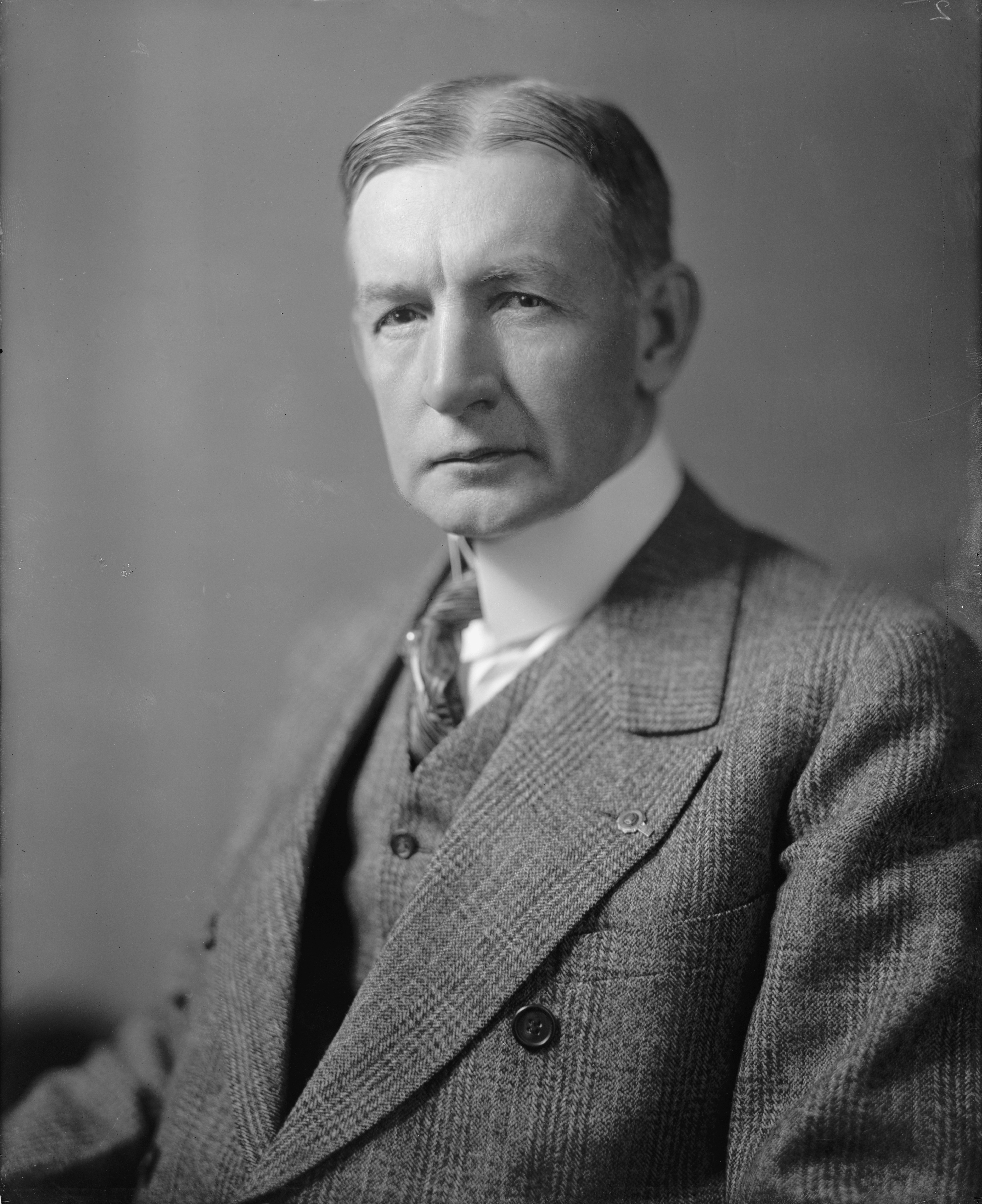
Charles Dawes, portrait.

Confrontée aux difficultés de l'Allemagne à payer ses réparations de guerre, défaut qui déstabilisait les finances françaises, la France décide de faire pression en s'engageant, le 11 janvier 1923, dans l'occupation de la Ruhr, centre métallurgique de l’Allemagne sur la rive droite du Rhin. L’Action française soutient l'expédition. Elle s'oppose également au plan Young, sans succès[réf. nécessaire].
Un an plus tard, en mars 1931, l'AF s'inquiéta d'un projet d'union douanière entre l’Allemagne et l’Autriche, qu'elle voyait comme la confirmation de l'erreur qu'aurait constitué l’abandon du plan Dawes et l’évacuation de la Ruhr par les troupes françaises : il semblait préfigurer l'union de l'Allemagne et de l'Autriche, interdite par les Alliés lors du traité d’armistice de 1919.

##### Rapports avec le fascisme italien

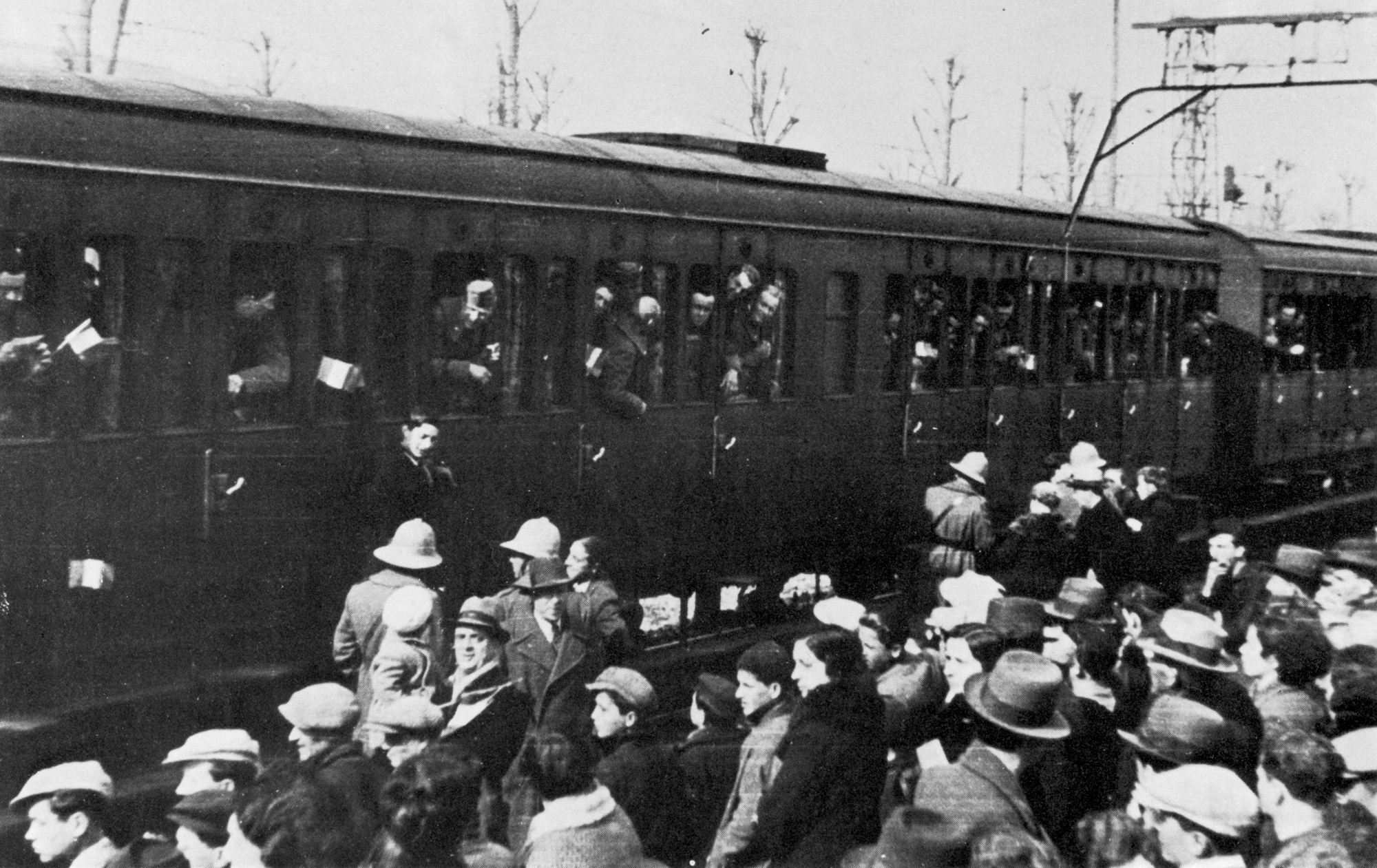
Soldats italiens s'embarquant à Montevarchi pour la campagne d'Abyssinie, 1935.

Pour François Huguenin, la position de Maurras face au fascisme dépend de trois préoccupations : la politique extérieure, l'idéologie, la réussite révolutionnaire.
Les maurrassiens sont impressionnés par la capacité du fascisme à mettre fin au désordre démocratique libéral. Léon Daudet affirme, évoquant le fascisme italien, que « l'Action française, elle aussi, s'emparerait du pouvoir par la force, et que l'épuration faite par les fascistes ne serait rien à côté de ce dont la France serait témoin alors ».
Sur le plan idéologique, la dictature fasciste italienne est initialement perçue positivement par l'Action française car elle ménage la royauté, réconcilie la papauté et l'État italien et possède une dimension hiérarchique, antiparlementaire et anti-socialiste. Cependant Maurras met en garde contre une trop grande admiration de Mussolini et sa position évolue avec l'évolution du fascisme : comme Massis, Maurras s’inquiète des lois scolaires du fascisme. Quand en 1932, Mussolini déclare qu'« en dehors de l'État, rien de ce qui est humain ou spirituel n'a une valeur quelconque », Maurras dénonce une conception aux antipodes de sa pensée : rappelant le double impératif de « fortifier l'État » et d'« assurer la liberté des groupes sociaux intermédiaires », il réaffirme combien les partisans du nationalisme intégral ne sont pas étatistes[source insuffisante].
Sur le plan de la politique extérieure, Maurras prône face au péril allemand une union latine englobant la France, l'Italie, l'Espagne et le Portugal. Selon Huguenin, en 1935, Maurras s'oppose aux sanctions contre le régime fasciste pour empêcher de pousser Mussolini à s'allier avec Hitler. Maurras essaie de détourner Mussolini de l'alliance avec Hitler et il dénonce le choix de la complaisance pour l'alliance avec l'Allemagne : la « supériorité générique » qu’invoque l’hitlérisme se formule « par rapport à ce que l’on appelle les races latines et (comme il n’y a pas de race latine) sur ce qu’il faut appeler l’esprit latin. Mussolini doit savoir cela aussi bien que nous, il l’oublie, il veut l’oublier. Mais l’oubli se paie cher L’erreur. ».
L'Action française combine alors ultrapacifisme et volonté de créer une coalition franco-italienne ou « Union latine » qui serait dirigée contre l'Allemagne. Ainsi l'Action française approuve-t-elle en janvier les accords signés à Rome entre Pierre Laval et Benito Mussolini et soutient Mussolini durant la guerre d'Éthiopie. Dans cette perspective, l'engagement antifasciste du nouveau président du Conseil Léon Blum dans l'affaire d'Éthiopie amène Maurras, en juin 1936, à dénoncer dans ses articles le « complot judéo-communiste » dirigé par Blum et à appeler au meurtre de ce dernier.
Selon Huguenin, le souci de ménager l'Italie pour éviter qu'elle ne s'engage militairement avec l'Allemagne, et l'admiration de la réussite d'un coup de force tranchant avec l'impuissance des nationalistes français expliquent la faible insistance à souligner les divergences importantes avec le fascisme italien. On passait ainsi plus ou moins sous silence les importantes divergences entre les deux mouvements : s'ils avaient tous deux les mêmes ennemis, s'ils étaient issus de la même réaction antidémocratique, ils se séparaient sur la question de la place de l'État : « alors que l'Action française mettait l'accent sur les dangers de la centralisation et du pouvoir de l'État, Mussolini visait à s'emparer de l'État pour utiliser le pouvoir jusqu'à ses dernières limites ; il existait une différence radicale entre l'anti-étatisme maurrassien et la statolatrie fasciste ».
Plusieurs maurrassiens ont affirmé que la pensée de Maurras les avait prémunis de l'attraction du fascisme ; dans les années 1990, Raoul Girardet indique : « Même ébréchée, la doctrine maurrassienne constituait à cet égard une barrière solide : la conception totalitaire de l'État et de la société lui était complètement étrangère ».
Les autres régimes autoritaires méditerranéens étaient également appréciés de l'Action Française du fait qu'ils étaient contre-révolutionnaires. Elle soutenait le régime de Salazar, le dictateur du Portugal sous l'égide du maréchal Carmona. Également contre-révolutionnaire, le général Francisco Franco était admiré par Maurras qui affirma : « il y a peu d'esprits plus ordonnés, de volontés plus conservatrices, plus humaines et attentives à la peine du peuple ». L'Action française soutint son putsch contre la République espagnole en organisant et en participant à la Bandera Jeanne d'Arc.

##### L'Action française et le nazisme

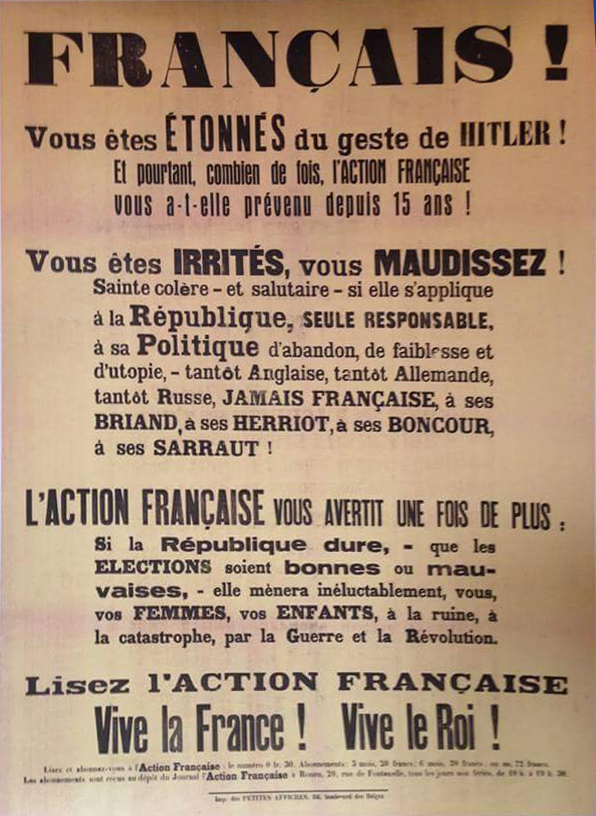
Affiche de l'Action française associant le régime républicain français au danger représenté par Hitler.

Pendant une vingtaine d'années, l'Action française dénonce le national-socialisme à la fois comme menace géopolitique pour la sécurité de la France et comme idéologie spécifique.
En 1930, L'Action française dénonce l’abandon de Mayence par l’armée française et titre « Le crime contre la Patrie » là où Léon Blum écrit « la paix est faite ». La même année, L’Action française publie une série d'articles sur le parti national-socialiste allemand, présenté comme « un des plus grands dangers pour la France ». L'obsession de la menace hitlérienne se traduit par l'ouverture de L'Action française à des officiers d’état-major signant parfois sous pseudonyme : comme chroniqueurs militaires, ils suivront l’évolution du budget militaire allemand avec une inquiétude croissante jusqu’au désastre. En 1932, le général Weygand, proche de l'Action française, dénonce dans ses rapports secrets la politique de désarmement menée par la gauche : « L’armée française est descendue au plus bas niveau que permette la sécurité de la France » mais son légalisme l'empêche d'exprimer publiquement sa proximité avec Maurras.
En 1934, après la nuit des Longs Couteaux, L'Action française dénonce l’« abattoir hitlérien », félicite la presse britannique énergique dans sa condamnation et annonce le pacte germano-soviétique : « Je le répète : il n’y a pas de plus grand danger que l’hitlérisme et le soviétisme. À égalité ! Et ces égaux-là sont faits pour s’entendre. La carte le confirme. L’avenir le vérifiera ». Pour Maurras, il n’y a pas de ménagement possible avec Hitler : l’invasion progressive du centre et de l’est européen entraînera celui de la Belgique et donc la soumission de la France à un géant écrasant le continent de sa puissance. Maurras, Bainville et Daudet rivalisent de démonstrations et d’accents polémiques pour que la France s'arme suffisamment pour se défendre et éventuellement attaquer préventivement. La menace allemande constitue le fil rouge de ses préoccupations : dans ses écrits, les débats intérieurs lui sont subordonnés : la politique étrangère qu’il défend consiste à ménager les puissances secondaires d’Europe, celles que menacent l’URSS et le Reich allemand : Pologne, Hongrie, Tchécoslovaquie. Il exalte l’union des pays latins France, Italie, Espagne, Roumanie avec la Grande-Bretagne, la Hongrie, la Pologne,.
En 1936, Maurras écrit la préface de l'ouvrage contre le nazisme de la comtesse Joachim de Dreux-Brézé qui sera sa maîtresse ; il y déplore l'assassinat de Dollfuss par les nationaux-socialistes.
En 1938, il défend les accords de Munich, non qu’il soit devenu favorable à un rapprochement avec l’Allemagne nazie, mais parce qu'il estime que la France n’est pas prête militairement et court à la défaite ; il accepte les accords comme une défaite sanctionnant les erreurs de la politique étrangère de la République, tout en appelant au réarmement. Il s'agit d'éviter de déclencher prématurément une guerre pour des raisons de doctrine et de préparer la France à l'affronter avec de vraies chances de succès : cette position se veut le contraire d'une position germanophile, il s'agit d'appliquer le si vis pacem, para bellum, de ne pas lâcher la Pologne mais de sauver d'abord la France pour sauver l'avenir polonais.
En liaison avec des intellectuels britanniques, L'Action française prône l’alliance avec l’Angleterre ,,. Après la défaite, sa germanophobie n’est plus un obstacle à son anglophobie et « prisonnier de ses haines », il soutient indirectement à partir de 1940 le parti de l'occupant.

###### Critique idéologique
La condamnation du national-socialisme se fonde sur une série d'arguments se situant à différents niveaux d'analyse. Maurras écrit à propos du nazisme : « l’entreprise raciste est certainement une folie pure et sans issue ». Maurras et l'Action française mettent en garde contre le messianisme du nationalisme allemand dont le national-socialisme est l'expression et accomplira jusqu'à la folie la logique dominatrice.
Sa critique du national-socialisme est aussi une critique du totalitarisme. C’est la nation que l'Action française défend et pas l’idolâtrie de son État : « un nationalisme n’est pas un nationalisme exagéré ni mal compris quand il exclut naturellement l’étatisme ». En avril 1936, Maurras dénonce le péril national-socialiste et le déclare même pire pour la France que le péril communiste : « Hitler est encore notre ennemi numéro 1. Moscou est bien moins dangereux ». Maurras réclame une traduction non expurgée de Mein Kampf, dont certains passages laissant prévoir les ambitions hitlériennes avaient été censurés dans la version française.

###### L'accusation d'ambivalence vis-à-vis de la politique nazie
Le péril que faisait peser l'Allemagne nazie sur l'avenir de la France préoccupait l'AF. Mais elle n'avait que peu d'intérêt pour les implications de la doctrine national-socialiste à l'intérieur des frontières allemandes et tournait en dérision l'indignation facile contre l'antisémitisme d'Hitler. Rien ne justifiait que l'on se préoccupât d'« aider les communistes souffrant sous la tyrannie de Goering » ou de condamner des autodafés qui s'appliquaient à des ouvrages « dans la lignée de Marx ou d'André Gide ». Comme le souligne Eugen Weber, « l'égoïsme sacré avait plus de poids que la réalité des camps de concentration ». L'Action française se signala ainsi par une indifférence aux catégories de population persécutées par le régime nazi bien que cette indifférence soit largement partagée : si, après l'arrivée au pouvoir d'Adolf Hitler en janvier 1933, L'Action française, sous la signature de Georges Gaudy, publia un article sur « la vie affreuse des prisonniers dans les camps de concentration », elle considérait qu'il s'agissait strictement d'une affaire allemande. Les victimes du nazisme réfugiées en France dès le mois de juin étaient alors décrites comme une « invasion judéo-maçonnique » dans le journal.
Cependant, ce discours était répandu dans de nombreux journaux y compris d'orientation très différente : le journal pacifiste de gauche Redressement par la plume de Ludovic Soretti publiait : « On ne va tout de même pas faire la guerre pour 100 000 Juifs polonais ». et quand Léon Blum, qualifié à cette occasion par Léon Daudet d'« Hébreu sanguinaire », proposa en août 1933 un boycott économique et moral de l'Allemagne à la suite des premières persécutions nazies, l'Action française condamna sa proposition, tout en refusant de sauver des « communistes » et des « Juifs » et négligeant le fait que c'était « précisément ce [qu'elle] avait réclamé pendant si longtemps », le réarmement en moins.
Mais l'antisémitisme et la xénophobie de l'Action française ne signifient pas son adhésion à la doctrine nazie. D'ailleurs, le mouvement royaliste distinguait l'antisémitisme hitlérien de son « antisémitisme d'État » qui visait à la discriminer les juifs sans viser leur élimination physique, et approuva en 1937 la publication de l'encyclique Mit brennender Sorge par le pape Pie XI, qui condamnait différents points de l'idéologie nazie. De fait, comme l'écrit Eugen Weber, « l'Action française n'avait aucune sympathie particulière pour la théorie nazie, encore moins pour les hommes qui l'appliquaient ». Cependant, les réticences de l'Action française face aux théories nazies ne reposaient pas sur une quelconque compassion pour les victimes du régime hitlérien,. C'est avant tout par la primauté que le nazisme accordait à la race et à l'État qu'il était incompatible avec le corpus théorique de l'Action française, hostile à l'étatisme et mal à l'aise à l'idée d'une nation fondée sur une identité raciale biologique commune.
Pourtant, le développement du nazisme ne fut pas sans exercer une certaine fascination sur quelques membres de l'Action française comme Lucien Rebatet et Robert Brasillach. Cependant, Maurras dénonça publiquement ceux qui rompirent avec lui pour prôner le nouvel ordre européen. En 1941, quand Brasillach envisagea de refaire paraître Je suis partout à Paris : « Je ne reverrai jamais les gens qui admettent de faire des tractations avec les Allemands » Maurras tint parole à l'égard de Brasillach. Quant à Rebatet, il écrivit que « Maurras est de tous les Français celui qui détestait le plus profondément l'Allemagne », s'insurgeant contre les propos de Maurras qui qualifie le Führer de « possédé ». Comme tous les collaborationnistes désireux que la France entrât en guerre aux côtés de l'Allemagne, il se déchaîna contre Maurras qui répliqua en évoquant « un gros crachat de 664 pages produit d’un cacographe maniaque nabot impulsif et malsain »,
Même si Maurras ne cessa de prévenir ses amis et disciples contre les dangers de ce qu'il appelait avec mépris l'« hitléromanie de la Droite », il ne fut pas toujours suivi par certains d'entre eux, prompts à avancer que le régime nazi, régime autoritaire par excellence, n'était pas sans incarner une révolution autoritaire considérée comme un fondement de la doctrine d'Action française ; comme le souligne Eugen Weber, « quelques-uns d'entre eux comptèrent même parmi les partisans principaux du Führer ». Pendant toutes les années 1930, Maurras dans ce domaine ne changea pas de point de vue : la tentation de miser sur Hitler, voire de le flatter suffisamment pour envisager une alliance commune contre la Russie soviétique était une grossière erreur, qui condamnerait la France à l'esclavage et à la ruine.
Il le soulignait : « aucun antidémocratisme ni antisémitisme ne valent ce prix ». Mais ses mises en garde, contrairement à ses débordements de haine contre les juifs, la République ou les communistes, n'étaient que peu écoutées. Comme le souligne Eugen Weber, le peu d'impact de Maurras sur ses fidèles à ce propos s'explique par l'impasse idéologique dans laquelle il se trouva jusqu'à la fin. De fait, il « refusait d'accepter les conséquences de ses observations : jamais pro-Allemand, Maurras ne pouvait tout simplement pas se résoudre à surmonter sa profonde et bouillante aversion pour les ennemis de l'Allemagne » (les démocrates et les Soviétiques).
C'est ce qui explique la mansuétude de Maurras — et au-delà, de l'Action française — à l'égard de ceux de ses amis ou disciples qui adoptaient une posture plus ou moins germanophile ou pro-nazi et se félicitaient du triomphe nazi en Allemagne avant la guerre,. S'il désapprouvait une telle attitude en général, il n'en fit jamais directement le reproche, jusqu'à ce qu'ils sombrent pendant l'occupation dans un collaborationnisme assumé, aux hommes qui dirigeaient par exemple la rédaction de Je suis partout, alors même que ces personnages, se présentant ouvertement comme ses anciens disciples, auraient pu être particulièrement sensibles à telle prise de position,. Le fait qu'il se soit refusé pendant si longtemps à les désavouer peut, selon Eugen Weber, « être attribué, en définitive, au fait qu'il croyait, au fond, qu'essentiellement ils avaient raison » et que tout valait mieux que de laisser la France entraînée dans un conflit avec un « anticommunisme militant » (l'Allemagne nazie) dont le seul bénéficiaire serait l'Union soviétique.
Au-delà de cette commune hostilité épidermique au bolchevisme soviétique, la question des convergences entre nazisme et doctrine d'Action française a été débattue par des historiens. Ainsi, pour Ariane Chebel d'Appollonia, tout en affichant son hostilité au nazisme allemand, l'Action française dispose de points communs avec celui-ci : « le nationalisme intégral théorisé par Maurras comporte certains éléments proches de l'hitlérisme » à savoir « la révolution autoritaire, […] les notions de régénérescence nationale et d'intégrité, l'opposition entre le nombre et la qualité, l'antisémitisme ». De même, Colette Peter Capitan distingue certains éléments irrationnels communs entre nazisme et nationalisme intégral, notamment « la valorisation de la force et de l'énergie », tout en soulignant que si « la vocation populaire du nazisme, l'idée hitlérienne de la soumission aux lois de la nature, donnaient au national-socialisme un pouvoir d'agression rare, le conservatisme bourgeois de l'Action française lui faisait peu à peu préférer le goût de l'ordre à l'audace ou à l'esprit d'aventure ». François Furet pour sa part estime que Maurras « est étranger à l'esprit du fascisme, qui est révolutionnaire, ouvert sur une société fraternelle qui est à construire et non pas sur un regret du monde hiérarchique. Le modèle de la monarchie absolue française est constamment présent chez Maurras, alors que toute référence à un régime passé est inexistante chez Mussolini, ou Hitler ». Finalement, ces portraits de ce qu'était l'Action française peuvent expliquer l'incohérence fondamentale — et déterminante pour son avenir — entre pensée et action de la Ligue, son incapacité à se déterminer entre les deux seules options disponibles : se joindre aux Soviétiques pour combattre l'éternel ennemi allemand ou à l'inverse renoncer à sa germanophobie de principe pour abattre, au côté de l'Allemagne nazie, le communisme exécré. Dès lors qu'il refusait de faire un choix, il ne restait à Maurras que celui du repli sur La Seule France, selon le titre de l'ouvrage qu'il publia en 1941 : c'est la position qu'il adopta sous l'occupation allemande.

##### Volonté isolationniste et pacifisme de droite
Le danger que représentait l'Allemagne nazie pour la France, constamment souligné par Maurras, amena l’Action française à réclamer sans cesse un nouveau renforcement des capacités militaires françaises, notamment l’allongement du service militaire, réforme obtenue en 1935 après le plébiscite de la Sarre, où 99 % des votants, après quinze ans d'occupation française, s'exprimèrent en faveur du rattachement à l'Allemagne.
Pourtant, l'Action française se manifestait par ailleurs par son souci d'éviter un affrontement militaire qui lui paraissait alors « suicidaire », la France n'étant, selon elle, jamais suffisamment préparée à la déferlante germanique. Ainsi, Maurras refusait l'idée de « faire la guerre à Hitler » parce que « cette guerre [la France] la perdrait ».
Ce discours se fondait sur une logique de défiance généralisée.
- Défiance vis-à-vis de l'intérieur d'une part : l'Action française ne pouvait admettre qu'à un quelconque moment des politiciens républicains par ailleurs voués aux gémonies aient correctement préparé le pays à l'affrontement qui se profilait avec l'Allemagne nazie[A 40],[A 41]. Ils étaient systématiquement jugés responsables de la dégradation de la situation de la France en Europe soit parce qu'ils avaient fait preuve de faiblesse face aux provocations nazies[A 42], soit parce qu'au contraire ils leur avaient donné l'occasion de s'exprimer par un discours inutilement agressif : ainsi, quand en avril 1936 Hitler porta la durée du service militaire à deux ans, l'Action française imputa la responsabilité de cette décision aux attaques antifascistes du Front populaire[A 43]. Mieux, laissant « le préjugé embrumer une vision lucide et claire à l'origine »[A 44], les royalistes mirent régulièrement à mal les programmes de réarmement engagés par les divers gouvernements des années 1930, réarmement qu'ils réclamaient pourtant par ailleurs à cor et à cri : quand tel ou tel ministre soulignait voire dramatisait les risques de guerre pour augmenter les crédits militaires, les royalistes de l'AF, loin de les soutenir, dénonçaient des « fauteurs de guerre »[A 42] qui, au service de l’étranger (notamment la Russie soviétique), des juifs et des francs-maçons, ne visaient qu'à jeter la France dans un conflit qui assurerait sa définitive ruine[A 45].

- Défiance vis-à-vis de l'étranger d'autre part : même si la géopolitique semblait désigner comme des alliés « naturels » les voisins orientaux de l'Allemagne (notamment la Tchécoslovaquie) dans la mesure où ils permettraient d'ouvrir, en cas d'agression allemande, ce second front qui empêcherait Hitler de déverser toutes ses forces sur le territoire français, l'Action française considérait avec suspicion l'intérêt d'une telle alliance de revers, dans la mesure où elle entraînerait la France dans un conflit hasardeux qui ne correspondrait pas à la défense de ses intérêts vitaux[A 46]. D'où le refus de se sentir tenu par les obligations contractées avec les Tchèques[A 47]. D'où plus largement la volonté de s'en remettre à une stratégie purement défensive et réduite à la surface du territoire national[A 42]. Comme le souligne Eugen Weber, « ils en étaient venus à croire que le seul espoir restant à la France résidait dans l'isolement délibéré, au risque même de perdre les quelques alliances qui lui restaient »[A 42] et ne se préoccupaient plus dès lors que d'établir « une solide chaîne de mitrailleuses bien graissées »[A 30] apte, selon eux, à garder la France des entreprises nazies. Maurras en était persuadé, comme Bainville à la veille de mourir : la France ne pouvait compter que sur elle-même, les alliances orientales avec des pays de trop peu d'envergure ne pouvant « aboutir qu'à une offensive allemande sur la France, alors que l'aide que fournissaient ces alliés serait toujours inférieure à celle qu'ils exigeaient de la France »[A 48]. Pourtant, un pays disposait de l'envergure nécessaire pour équivaloir, à l'est, à la puissance française à l'ouest ; ce pays, qui aurait pu s'allier à la France pour contenir la puissance allemande, c'était l'URSS. Mais l'antimarxisme viscéral de l'Action française lui interdisait d'envisager un quelconque lien avec une Russie soviétique en laquelle on ne pouvait, selon Maurras, avoir confiance[A 49]. D'autant qu'une éventuelle victoire conjointe avec les Soviétiques contre l'Allemagne aurait eu, pour les militants d'AF, beaucoup d'inconvénients : les principes exécrés du marxisme en seraient sortis plus puissants encore, alors même que la défaite nazie « signifierait l'effondrement des systèmes autoritaires constituant le rempart le plus solide contre la révolution bolchevique et, peut-être, contre la bolchevisation de l'Europe »[A 50]. En outre, une alliance franco-soviétique tournerait le regard de l'Allemagne vers la France, « que les nazis auraient à liquider avant de régler leurs comptes aux Russes »[A 46]. Mieux valait s'abstenir, et tourner, en lui laissant les mains libres à l'est, l'énergie allemande vers la conquête des steppes russes, « périlleuse aventure que les Occidentaux pourraient regarder tranquillement du haut des remparts »[A 51] comme le laissait espérer le 6 décembre 1938 la signature des accords Ribbentrop-Bonnet. On sait ce qu'il advint : las de solliciter l'alliance des démocraties occidentales contre l'Allemagne nazie, Staline s'entendit avec elle, démontrant l'inanité du « machiavélisme niais de ceux qui espéraient lâcher l'Allemagne sur les Russes »[A 52].

Dès lors, le choix d'un isolationnisme plus ou moins intégral étant fait, la seule solution résidait pour l'Action française dans une politique d'armement et de préparation militaire toujours plus poussée de la France. En la matière, Maurras se voulait exemplaire : après Munich, il lança l'idée d'une souscription nationale « pour la liberté du ciel de France » en faveur de l'aviation militaire. En attendant que cette préparation fut jugée suffisante, on devait éviter à tout prix de s'engager dans un affrontement militaire périlleux avec l'Allemagne nazie. Ce pacifisme de droite n'était pas uniquement le fruit des circonstances. Dès les lendemains de la Première Guerre mondiale, Jacques Bainville développait une thèse selon laquelle la Gauche, parti de la Révolution s'identifiait au parti de la Guerre, qu'elle avait soutenue et provoquée depuis un siècle et demi, contrairement à la monarchie, parti de la Paix, et seul régime apte à l'assurer.

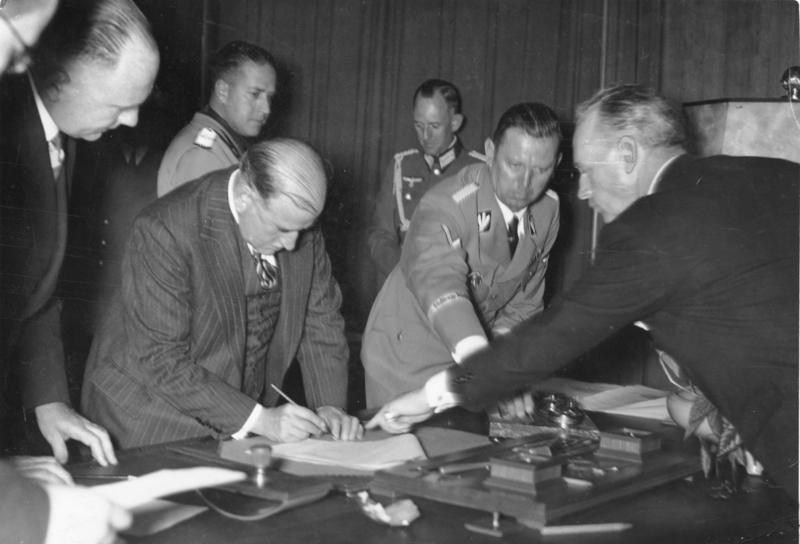
Édouard Daladier signe les accords de Munich.

Cette logique pacifiste et isolationniste, cette obstination de l'AF, à chaque fois que l'éventualité d'un affrontement se dessinait, à refuser la guerre, s'exprima de manière emblématique lors de la crise germano-tchèque de l'automne 1938. Le mouvement « combattit à l'avant garde d'une offensive concertée en vue de dégager la France » de ses devoirs vis-à-vis de Prague, titrant le 27 septembre de toute la largeur de sa Une : « À bas la guerre ! ». Léon Daudet se déchaîna, évoquant, en référence à Jacques Bonhomme, « Jacques Couillonné, le cobaye de la démocratie sanguinaire qui doit aller crever sur un signe de tête d'un juif qui l'a en horreur dans un obscur et lointain patelin dont il n'a pas la moindre notion »,. Dès lors, très logiquement, l'Action française fustigea toute fermeté belliqueuse et apporta son soutien aux volontés conciliatrices de Neville Chamberlain, la guerre étant, « Maurras y insistait, pour les hommes de Moscou ou pour les juifs » et applaudit bruyamment les accords de Munich,. Ainsi, « la nouvelle du plus abject recul de l'Occident fut accueillie comme celle d'une victoire — et c'en était une dans une certaine mesure, celle des auxiliaires d'Hitler, conscients ou inconscients, dont le virulent, le persistant pilonnage avait forcé certains hommes d'État de l'Occident à faire machine arrière, aidé certains autres à se laisser faire » analyse Eugen Weber.
Même si Maurras reconnaissait que Munich était une défaite pour la France, il considérait que c'était « une défaite pour éviter un désastre »,. Il persista, pour les mêmes raisons, dans ce refus de l'interventionnisme quand Hitler s'empara en mars 1939 des dernières dépouilles de la Tchécoslovaquie et même quand, fin août 1939, le pacte germano-soviétique, en levant l'hypothèque russe, rendit plus qu'évidente une prochaine offensive allemande sur la Pologne et sur Dantzig. Il convenait qu'il était nécessaire « qu'on se hérisse de défenses, qu'on mobilise et qu'on remobilise. […] Mais marcher avant que l'on ait marché sur nous, [c'était] une autre affaire… » Pour lui, ni la Pologne, ni les « principes anglais » ne justifiaient que l'on fonce tête baissée au combat : la France devait persister dans la recherche de la voie étroite qui préserverait — pour elle — la paix. Ce « pacifisme de droite » et la défense de l'« état d'esprit munichois » par l'Action française provoqua, au sein du mouvement, le départ de jeunes militants comme Jacques Renouvin, Honoré d'Estienne d'Orves ou encore Guillain de Bénouville qui, sans renier leur foi monarchiste, rejetaient ce « néo-pacifisme »,. Ce ne fut que lorsque la guerre fut officiellement déclarée que l'Action française se résigna, le 2 septembre, à soutenir le combat qui s'engageait.

### Sous l'occupation allemande
Apportant, jusqu’aux derniers combats de juin 1940, un soutien sans faille à l’effort de guerre, Maurras approuve cependant l’armistice.
Maurras est regardé comme un adversaire par les autorités d'occupation qui font piller par la Gestapo les bureaux de l'Action française et placent certains livres de Maurras sur la liste « Otto » des livres interdits ; en 1943, le haut responsable des forces d'occupation en France, le conseiller Schleier, place Maurras parmi les personnes à arrêter en cas de débarquement,.
Pour Maurras, le soutien à Pétain est une nécessité imposée par les circonstances et il considère « les gaullistes et la presse [collaborationniste] de Paris comme les deux versants d'un complot révolutionnaire de l'Étranger visant à anéantir la nation »,.
Après l'invasion et la victoire allemande de juin 1940, militants et sympathisants de l’Action française se divisent en trois tendances inégales.

#### Le pétainisme maurrassien

Pavillon du maréchal Pétain.

Maurras décide d'apporter son soutien au Maréchal Pétain. La victoire allemande sur la France le désespère et il dira au moment de l'arrivée de soldats allemands en Provence voir réalisé le « cauchemar de son existence ».
- Maurras affirme lui-même que le soutien au gouvernement Pétain est de même nature que celui apporté aux gouvernements républicains de la Première guerre mondiale ; à Pierre Gaxotte, il déclare[D 39] : « Je soutiens Pétain comme j’ai soutenu tous les gouvernements pendant la guerre de 1914-1918 » ; ce soutien procède de la volonté de sauver l'unité française coûte que coûte car elle est la « condition de l'Espérance[132] ». À Pierre Boutang, il affirme que l'unité française est « un outil de revanche[133] ». Pour Maurras, le vainqueur de Verdun ne peut que défendre les intérêts du peuple français et toute dissidence affaiblit la France et compromet son rétablissement. Le soutien à Pétain est alors général : il est notamment estimé de Léon Blum à cause de sa réputation de soldat républicain, contrairement à Weygand ou Lyautey, jugés monarchistes[D 39]. Dans cette optique, le soutien à Vichy n'est donc pas originellement un choix idéologique, ni tactique, c'est une donnée, posée au-dessus de toute référence, par l'exigence de l'unité du pays[134]. Ce soutien se veut de même nature que celui que Maurras a apporté à la Troisième République pendant la Première Guerre mondiale contre les monarchies traditionnelles allemande et autrichienne, il s'agit de faire le choix de l'union sacrée qui passe par le soutien à l'État[135]. Dans les deux cas, c'est le souci de l'unité française qui prime mais, autant après 1918, ce soutien au gouvernement français aura été profitable au prestige et l'influence de l'Action française, autant après 1945, il aura des conséquences désastreuses sur l'aura de Maurras[121], « en ruinant le crédit d'un demi-siècle d'aventure intellectuelle, en occultant tout un mouvement varié de pensée que l'on ne peut réduire par amalgame au régime de Vichy »[136].
- Maurras se réjouit également de la suppression des institutions démocratiques puisqu'il affirme que la défaite « a eu le bon résultat de nous débarrasser de nos démocrates »[137]. En effet, pour Maurras, l'invasion et l'occupation du territoire français résulteraient de l'application de la politique révolutionnaire et de la rupture avec la sagesse présumée de la politique étrangère de l'Ancien Régime, en 1940 comme en 1814, 1815, 1870. Maurras a d'ailleurs déclaré au préfet de la Vienne : « Que voulez-vous, monsieur le Préfet, soixante-dix ans de démocratie, ça se paie ! » Maurras évoque également une « divine surprise »[138] à propos de l'accession au pouvoir du Maréchal Pétain[139]. Cette formule ne désigne pas la victoire de l'Allemagne, comme cela lui fut reproché à la Libération[140] mais sa conséquence, à savoir Pétain parvenu à la tête de l'État[141],[142]. De fait, des convergences peuvent être détectés sur de nombreux plans entre les thèmes de la Révolution nationale et ceux de l'Action française. En septembre 1940, lorsque le maréchal Pétain lui demande sa conception de la Révolution nationale, il répond « un bon corps d'officiers et un bon clergé »[143], une position qu'il appelle : « défendre l'héritage en l'absence d'héritier »[144]. En tant que nationaliste profondément germanophobe, il soutiendrait le régime de Vichy, non la politique de collaboration[145][réf. à confirmer]. Certains aspects du discours de la Révolution nationale suscitent son adhésion[J 6], par exemple l'abolition par Vichy du décret Crémieux[146].
- Mais ce soutien va surtout à la personne Maréchal Pétain et non à tous les dirigeants ou à toute la politique de Vichy : Maurras fêta le renvoi de Laval dans les locaux de L'Action française[121]. Maurras chercha à user de son influence auprès des dirigeants de Vichy comme il le fit auprès de Raymond Poincaré pour contrer les mesures lui semblant mauvaises. Au cours des mois de juillet et août 1940, il joue de ses relations auprès du maréchal Pétain qu’il rencontre le 27 juillet pour faire échec au projet de parti unique lancé par Marcel Déat. Il écrit que de toute évidence, Marcel Déat est égaré par l’exemple de l’Allemagne et de l’Italie[147]. À un journaliste japonais, Marcel Déat confiera qu’il s’est heurté par-dessus tout dans son projet d'État totalitaire et de nouvel ordre européen à la résistance de l’Action française[148].
- La question de l'influence de la pensée de Maurras sur l'idéologie et la politique de Vichy est débattue par l'historiographie : pour Loubet del Bayle, Vichy se situe à l'intersection des idées du technocratisme planiste, d'Action française, du catholicisme social, du personnalisme[149]. L'influence propre de l'Action française est difficile à identifier et isoler ; certains nient l'influence de la pensée de Maurras comme Limore Yagil ; d'autres comme François Huguenin voit dans Vichy l'héritière de l'esprit des années 1930 et d'abord de ses rejets, rejets dont certains se retrouvent aussi dans la Résistance : antiparlementarisme, anticapitalisme, anti-individualisme, anticommunisme[150][réf. à confirmer]. Simon Epstein rappelle que Vichy n'attend pas longtemps pour se délester d'une bonne partie de ses maurrassiens[151] : dès 1941, Raphaël Alibert, ministre de la Justice, Paul Baudouin ministre des Affaires étrangères en 1941, et Georges Groussard, ancien cagoulard qui commande les groupes de protection de Vichy et qui procéda à l'arrestation de Laval trop favorable à l'Allemagne et s'orienta vers la Résistance, quittent Vichy. Ceux qui ne sont pas partis quitteront le gouvernement lors du retour de Laval en 1942 : Pierre Caziot, Serge Huard, Yves Bouthillier, René Gillouin, Henry du Moulin de Labarthète, Xavier Vallat. Ces maurrassiens étaient mal vus des amis de Pierre Laval qui les accusent d'avoir favorisé son renvoi, des Allemands qui n'apprécient pas leur hostilité à la collaboration, des collaborationnistes qui les accusent d'être réactionnaires à l'intérieur et germanophobes à l'extérieur[152]. Les dreyfusards collaborateurs tels Armand Charpentier et René de la Marmande attaquèrent régulièrement ses positions[153]. Les pacifistes des années 1920 reprochaient à Maurras d'être hostile au rapprochement franco-allemand. Quelques-uns de ces pacifistes étant devenus collaborateurs, ils témoigneront de ténacité idéologique et constance argumentaire, puisqu'ils lui feront le même reproche sous l'Occupation[154]. Néanmoins, certains opposants à Pétain et à ses soutiens voudront faire de Maurras l'apologiste inconditionnel du gouvernement du maréchal Pétain[155],[aa].
- Après la Seconde Guerre mondiale, Charles Maurras fera le point sur ses rapports avec Philippe Pétain et démentira avoir exercé une influence sur lui : après avoir rappelé qu'ils se voyaient à peine avant 1939, il protesta contre « la fable intéressée qui fait de moi une espèce d'inspirateur ou d'Éminence grise du Maréchal. Sa doctrine est sa doctrine. Elle reste républicaine. La mienne est restée royaliste. Elles ont des contacts parce qu'elles tendent à réformer les mêmes situations vicieuses et à remédier aux mêmes faiblesses de l'État. […] L'identité des problèmes ainsi posée rend compte de la parenté des solutions. L'épouvantable détresse des temps ne pouvait étouffer l'espérance que me donnait le remplacement du pouvoir civil impersonnel et irresponsable, par un pouvoir personnel, nominatif, unitaire et militaire »[156],[ab].
- De nombreux maurrassiens se conforment à la ligne officielle du mouvement et suivent Charles Maurras dans son soutien au Maréchal Pétain et au régime de Vichy. C'est ce courant, violemment antigaulliste, qui continue à publier le journal à Poitiers, à Limoges et enfin à Lyon jusqu'à son interdiction à la suite de la Libération de la France à l'été 1944. On peut citer parmi ces personnages Maurice Pujo, Marie de Roux ou encore Léon Daudet. Charles Maurras conserve cette position pétainiste tout au long du conflit, comptant sur Vichy pour procéder à « un assainissement en profondeur à l'abri de toute influence étrangère, une revanche sur la Révolution de 1789 et une restauration des élites sociales écartées par la démocratie, qu'il déteste », et régler ainsi ses comptes avec ses adversaires, « hommes politiques de la troisième République, francs-maçons, juifs »[157].
- Maurras prône à son égard une « obéissance inconditionnelle » à Pétain[158]. L'Action française voit ainsi « dans le Maréchal Pétain un homme doublement providentiel », les évènements lui permettant « de jeter bas la République et de fonder, sinon un régime monarchique, du moins un régime fondé sur les traditions et les règles qui firent la force de la monarchie »[159].

#### L'Action française et les collaborationnistes
- Maurras n'est « ni germanophile ni philo-nazi, [et] veut considérer que son choix de la “seule France” est compatible avec sa fidélité au maréchal Pétain et à son régime[160] ». Ainsi, Maurras considère Pierre Laval « comme un traître », et plusieurs maurrassiens cagoulards organisent son enlèvement en octobre 1940, même si l'Action française n'a pas joué elle-même un rôle déterminant dans l'opération[A 60].
- Quand d'anciens sympathisants de l'Action françaises deviennent collaborationnistes, ils sont réprouvés par Maurras et exclus de l'Action française comme Charles Lesca ou Jean Loustau ou le milicien Henry Charbonneau[réf. nécessaire]. Ils côtoient de nombreux anciens militants ayant quitté depuis plus ou moins longtemps l'Action française, comme Louis Darquier de Pellepoix qui a rompu avec Maurras en 1936 ou Claude Jeantet, Jean-Henri Azéma et Paul Chack qui ont adhéré au PPF entre 1937 et 1939. Certains amis combattront sous l'uniforme allemand dans la LVF puis la division SS Charlemagne[A 61] — comme Jean Loustau, militant de l'Action française, qui fut volontaire dans la Division Charlemagne[161] — ou dans la Milice, comme Joseph Darnand, son dirigeant, ancien militant d'AF. Quelques militants font partie de l'Agence de presse Inter-France, dont l'action est dénoncée par Maurras[réf. nécessaire], ou de l'équipe de Je suis partout, tels Robert Brasillach ou Lucien Rebatet[ac].
- Tout en dénonçant avec virulence gaullistes et communistes, Maurras est fermement opposé à la censure de l'Allemagne nazie[réf. nécessaire] et rejette vigoureusement les projets de nouvel ordre européen :
  - Dans une conférence au Café Neuf à Lyon, le 3 février 1943, Maurras proclama publiquement que l’Allemagne restait pour la France l’ennemi no 1, la censure empêchant que ses prises de position soient publiées[162][réf. à confirmer].
  - S’il a approuvé dans un premier temps la création de la Milice en tant que police qui protégerait les gens contre les attentats communistes visant des collaborationnistes et des pétainistes, il la désapprouva énergiquement dès qu’il appris que son commandement était soumis à l’autorité allemande et il interdit à ses partisans de s’y engager[163][réf. à confirmer] ; de fait, les miliciens réquisitionnèrent ses bureaux et lui firent une « figure féroce[164] »[réf. à confirmer].
  - À un correspondant lui proposant d'annoncer une exposition antisoviétique dans le journal de L'Action française, il répondit que ce n'étaient pas les Russes qui occupaient la France, ajoutant que si une exposition antiallemande était organisée, il en rendrait compte dans ses articles[165].
  - Maurras affirme que ses articles visaient à tromper la censure pour mieux faire passer un message antiallemand ; ainsi, le 12 février 1943, il montre l’impossibilité d’intégrer la France dans un ensemble européen et pour son partisan Pierre Boutang, il ne pouvait y avoir alors de tract clandestin plus utile contre l’occupant[166].
- Charles Maurras fut donc une cible privilégiée[réf. nécessaire] de la presse pro-hitlérienne parisienne qui l'accusait de prôner l'attentisme et d'être opposé à tout renforcement de la collaboration. En effet, Maurras défend la thèse de la France seule, celle-ci devant se tenir à la fois à l'écart de l'Allemagne et des Alliés. Il ne prône pas de collaboration politique ou d'aider militairement l'Allemagne.

#### L'Action française et les résistants
- Parmi les sympathisants d'Action française, certains, « aventuriers sociaux » ou militants « en rupture de ban »[167], rejoignent la Résistance et se rapprochent du général de Gaulle[168],[169],[170] ou du général Giraud : Jacques Renouvin, Honoré d'Estienne d'Orves, Pierre de Bénouville, Gilbert Renault (le colonel Rémy)[171], Paul Dungler, Luc Robet, Daniel Cordier, Paul Collette, Paul Armbruster, Maurice Dutheil de La Rochère (1870-1944) maurrassien et ami d’enfance de Maurras, le docteur Henri Martin, Jean-Baptiste Biaggi fondateur du réseau Orion, Aristide Corre, le capitaine Hubert de Lagarde, le colonel Raymond du Jonchay, François de Grossouvre, Robert Buron, Fernand Bonnier de La Chapelle, Alexandre Sanguinetti, le cinéaste royaliste Willy Holt, Michel de Camaret, Hubert Beuve-Méry, le duc et vieux maurrassien Gabriel de Choiseul-Praslin par exemple[172],[173],[174],[175],[ad].
- Pour Maurras, soutenir les Alliés était critiquable. L'ensemble de ses critiques le conduisit plus tard à se déclarer « antigaulliste » :
  - animé d'un combat vif et authentique contre l'« Anti-France » et inspiré de la définition qu'il en donnait alors depuis près de trente ans — pour rappel, celle des quatre États confédérés —, Charles Maurras pensait que « si les Anglo-Américains devaient gagner, cela signifierait le retour des francs-maçons, des Juifs et de tout le personnel politique éliminé en 1940 » ;
  - il considérait l'engagement dans la Résistance de personnalités d'Action française comme « un choix opposé critiquable » ;
  - son verbe devient de plus en plus violent à la suite de la politique d'attentats menée par les résistants communistes[D 40] et la mort de plusieurs membres de l'Action française et de ses amis[A 62], utilisant dès lors le terme de « terroristes ». Maurras « exigeait des otages et des exécutions, […] recommandait la mise à mort des gaullistes faits prisonniers, sans autre forme de procès, […] déclarait que si « la peine de mort n'était pas suffisante pour mettre un terme aux activités des gaullistes, il fallait se saisir des membres de leur famille comme otages et exécuter ceux-ci » »[A 63].

#### La question de l'influence de l'Action française sur Vichy
- Après la Seconde Guerre mondiale, Charles Maurras dément avoir exercé une influence sur Philippe Pétain[156].
- L'universitaire et spécialiste israélien de l'antisémitisme Simon Epstein critique la tendance à surestimer le poids des maurrassiens dans la Révolution nationale et il parle de « maurrassification intempestive » de la collaboration[176].
  - À titre d'exemple, Simon Epstein cite le second statut des Juifs beaucoup élaboré par Joseph Barthélemy, venu d'horizons opposés à l'Action française et qui fut beaucoup plus drastique que le premier élaboré par le maurrassien Raphaël Alibert. Sur le plan institutionnel, la place d'Alibert fut prise par Lucien Romier au conseil national de Vichy dreyfusard et hostile à Maurras. Ignorer Barthélémy et Romier pour ne parler que d'Alibert, c'est camoufler selon Simon Epstein l'apport des autres courants de pensée à l'élaboration et à la pratique vichyssoise[177]. Au conseil national de Vichy, les parlementaires et syndicalistes de gauche occupent une place importante. Les racines républicaines de Vichy sont encore plus visibles si on prend en compte le corps préfectoral et les hauts fonctionnaires[178].
  - Vichy n'attend pas longtemps pour se délester des maurrassiens exerçant quelques responsabilités[151] : dès 1941, Raphaël Alibert, ministre de la Justice, Paul Baudouin ministre des Affaires étrangères, Georges Groussard, ancien cagoulard qui commande les groupes de protection de Vichy et qui procéda à l'arrestation de Laval trop favorable à l'Allemagne et s'orienta vers la Résistance quittent Vichy. Ceux qui ne sont pas partis quitteront le gouvernement lors du retour de Laval en 1942 : Pierre Caziot, Serge Huard, Yves Bouthillier, René Gillouin, Henry du Moulin de Labarthète, Xavier Vallat, c'est-à-dire avant l'entrée des partisans d'une franche collaboration avec l'Allemagne nationale-socialiste. Ces maurrassiens étaient mal vus des amis de Pierre Laval qui les accusent d'avoir favorisé son renvoi, des Allemands qui n'apprécient pas leur hostilité à la collaboration, des collaborationnistes qui les accusent d'être réactionnaires à l'intérieur et germanophobes à l'extérieur[152].
  - Selon Simon Epstein, le thème de l'osmose entre Charles Maurras [pas clair] est développé par des auteurs aux préoccupations divergentes[179].

- Le nombre d'adhérents au sens strict de l’Action française n'est jamais très élevé dans l'entourage de Pétain ; selon Olivier Dard, « l'Action française a formé des théoriciens et non des praticiens ; sont issus de ses rangs principalement des écrivains ou des journalistes de renom, mais pas des spécialistes du droit public ou des finances. De fait, […] les maurrassiens sont largement absents de biens de ministères où s'affirment les technocrates[160] ». Si on trouve des sympathisants de l'Action française au sein de l'administration vichyste, essentiellement à des postes secondaires[A 64], le corps préfectoral comme le gouvernement dirigé par des politiciens de vieille tradition républicaine comme Laval, Flandin ou Darlan, ne compte guère de maurrassiens avant 1942 et plus du tout après[réf. nécessaire].

### La mouvance de l'Action française dans l'après-Seconde Guerre mondiale
Le journal ayant cessé de paraître et la ligue ayant été interdite avant-guerre, l'Action française s’interrompt après 1944. Néanmoins, une mouvance intellectuelle et une école de pensée fortement influencée par elle en prend le relais, notamment avec la droite littéraire de l'après-guerre (Pierre Boutang, Roger Nimier, Jacques Laurent, Michel Déon, Antoine Blondin). Et jusqu'en 1952, Maurras continue d'écrire de nombreux ouvrages et articles.

#### Maurras en prison (1944-1952)
Dans les faits, le mois de septembre 1944 voit Maurras arrêté et accusé d'« intelligence avec l'ennemi […] en vue de favoriser les entreprises de [l'Allemagne] contre la France », puis condamné à la réclusion à perpétuité. À l'énoncé du verdict, il s'écrie : « C'est la revanche de Dreyfus ! »,. Ce verdict a été critiqué par certains auteurs, comme Olivier Dard ou Stéphane Giocanti. Il sera gracié pour raison de santé peu de temps avant sa mort en 1952.
Entre 1945 et 1952, Charles Maurras publia quelques-uns de ses textes les plus importants. Bien qu'affaibli, il collabore sous le pseudonyme d'Octave Martin à Aspects de la France, journal fondé par des maurrassiens en 1947, qui prend la suite de L'Action française. Il dénonce l'épuration et s'en prend particulièrement à François de Menthon, pour avoir été le ministre de la Justice du Gouvernement provisoire de la République française.
Les dernières années de Maurras, passées en grande partie à la prison de Clairvaux, furent aussi l'occasion d'une introspection sur de nombreuses questions telles que celles de la Résistance et du traitement infligé aux Juifs pendant la guerre, ou bien encore celles de l'idée européenne et la bombe atomique.
- Ainsi, en 1948, il fait part de son admiration pour l'épopée Leclerc et pour les « belles pages » du maquis et reconnaît une erreur dont il a conscience et qu'il tente d'excuser : il n'a pas su distinguer dans l'ensemble de la Résistance et son incapacité à voir clair découlerait alors de l'obsession de la mort de la France, crispation défensive qui lui fit ignorer les perspectives — minces au début, puis plus larges — d'une victoire possible[184].
- En 1953, cinq années après la naissance de l'Etat d'Israël, la publication posthume de sa dernière lettre à Monsieur Vincent Auriol alors président de la République invite ses lecteurs à constater la détermination de Maurras. En effet, jusqu'à sa mort, il continue d'y affirmer la nécessité en France d'un antisémitisme d'État : selon lui, les Juifs possèderaient une nationalité qui leur est propre qu'il reconnaît certes glorieuse mais différente de la nationalité française[185].
- Enfin, il s'oppose à Maurice Bardèche sur le drame de la déportation : « Français ou non, bons ou mauvais habitants de la France, les Juifs déportés par l'Allemagne étaient pourtant sujets ou hôtes de l'État français, et l'Allemagne ne pouvait pas toucher à eux sans nous toucher ; la fierté, la justice, la souveraineté de la France devaient étendre sur eux une main protectrice »[186],[187].

Les partisans de Charles Maurras dénoncent néanmoins toujours avec virulence l'épuration et défendent le Maréchal Pétain. Le 10 août 1951, Charles Maurras est transféré à l’hôtel-Dieu de Troyes. Il publie peu après plusieurs ouvrages : Jarres de Biot — où il redit sa fidélité au fédéralisme, revendiquant même la qualité de « plus ancien fédéraliste de France » —, À mes vieux oliviers et Tragi-comédie de ma surdité.
Le 21 mars 1952, bénéficiant d'une grâce médicale accordée par le président de la République Vincent Auriol, grâce réclamée maintes fois par l'écrivain Henry Bordeaux auprès du président par divers courriers, Charles Maurras est transféré à la clinique Saint-Grégoire de Saint-Symphorien-lès-Tours où il meurt le 16 novembre 1952, après avoir reçu les derniers sacrements.
La mouvance d'Action française sort très affaiblie de la Seconde Guerre mondiale, du fait de l'engagement pétainiste de son chef pendant la guerre. Elle ne retrouve plus l'audience dont il disposait mais, « cette école survit cependant dans la mémoire collective ; une poignée de fidèles […] rassemble adhérents et abonnés dans des colloques, des banquets ou des camps d’été, qui prolongent et entretiennent la flamme. » Ainsi, l'Action française se reconstitue en juin 1947 autour de Maurice Pujo et Georges Calzant qui fondent le mouvement « Restauration nationale », le nom initial du mouvement ayant été interdit. Ils publient le journal Aspects de la France, reprenant les initiales du quotidien L'Action française.

#### Après la mort de Maurras (1952)
Après la mort de Maurras en 1952, deux journaux rivaux, Aspects de la France et La Nation française de Pierre Boutang, se partagent l'héritage maurrassien. Autour du premier, se forme en 1955, le mouvement politique « Centre de propagande royaliste d'Action française », officiellement appelé Restauration nationale. Le second, qui rejette le maurrassisme commémoratif, se rapproche du comte de Paris et soutient les grands axes de la politique du général de Gaulle mais cesse de paraître en 1967. La Restauration nationale créée par Pierre Juhel et Louis-Olivier de Roux en 1955, tenant Aspects de la France continuera après 1967 et fera l’unanimité jusqu'en 1971.
Pendant la guerre d'Algérie, le militant Miloud Boudjelal, musulman français, membre de la Restauration nationale, est abattu de 7 balles par des membres du FLN à Clichy le 9 octobre 1959.
Alain-Gérard Slama écrira que l'Action française et Maurras ont eu une « influence désastreuse » sur l'« intelligentsia de droite » et sur une partie des élites des grands corps en rompant avec « le pragmatisme propre aux droites françaises » par l'élaboration d'« un corps de doctrine sur le modèle des théories socialistes ». « En prônant un antisémitisme d'État qui se voulait dépassionné et exempt de tout délire d'extermination », Maurras par sa brillance intellectuelle a conféré une sorte de « respectabilité intellectuelle » à l'idéologie de « défausse sur le bouc-émissaire juif qui, après l'affaire Dreyfus, est passée de gauche à droite aux approches de la Première Guerre mondiale ». En écartant les juifs de nombreuses activités professionnelles, le maréchal Pétain ne faisait que « s'aligner sur les thèses » maurrassiennes selon lesquelles les juifs étaient « considérés comme des étrangers inassimilables ».

### De mai 1968 aux années 1970
En mai 1968, la Restauration nationale tente d'abord de s'opposer aux manifestations dans la rue et les facultés, désignées comme la « menace marxiste ». Cette réaction ne doit pas « pour autant paraître cautionner et encore moins soutenir le gaullisme » considéré comme le « danger n°1 bis ». Peu après, elle cherche à récupérer la révolte ambiante par l'organisation d'une « contre-révolution ». Les événements de mai 1968 sont interprétés au travers du prisme de l'opposition entre le pays légal et le pays réel et exercent une véritable attraction chez les militants.

Le 20 mai 1968, les militants mettent en place des stands de propagande dans certaines universités et lycées pour sensibiliser aux thématiques de l'Action française.

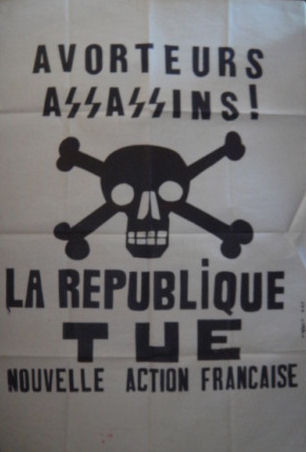
Affiche de la Nouvelle Action française.

En 1971, la Nouvelle Action française de Bertrand Renouvin, Gérard Leclerc et Yvan Aumont, fait scission de la Restauration nationale. Elle changera bientôt de nom pour devenir la Nouvelle Action royaliste. Patrice de Plunkett et Gérard Leclerc s'essayent à une récupération maurrassienne de mai 1968 et une relecture de Charles Maurras au travers de deux œuvres : Mao ou Maurras ? et Un autre Maurras. En réaction, l'aile ultra-droite de la RN crée, sous la direction de Bernard Lugan, l'éphémère Comité royaliste pour un Ordre nouveau (CRON) qui rejoindra rapidement le mouvement Ordre nouveau.
En 1972, scission de la Fédération des unions royalistes de France (FURF) sous la direction de Guy Rérolle. Cette scission entraîne dans son sillage la quasi-totalité des unions et fédérations de province contestant le « jacobinisme » de la direction nationale. La FURF sera une des principales composantes du Mouvement royaliste français (MRF).

### La «génération Maurras» (années 1980-1990)

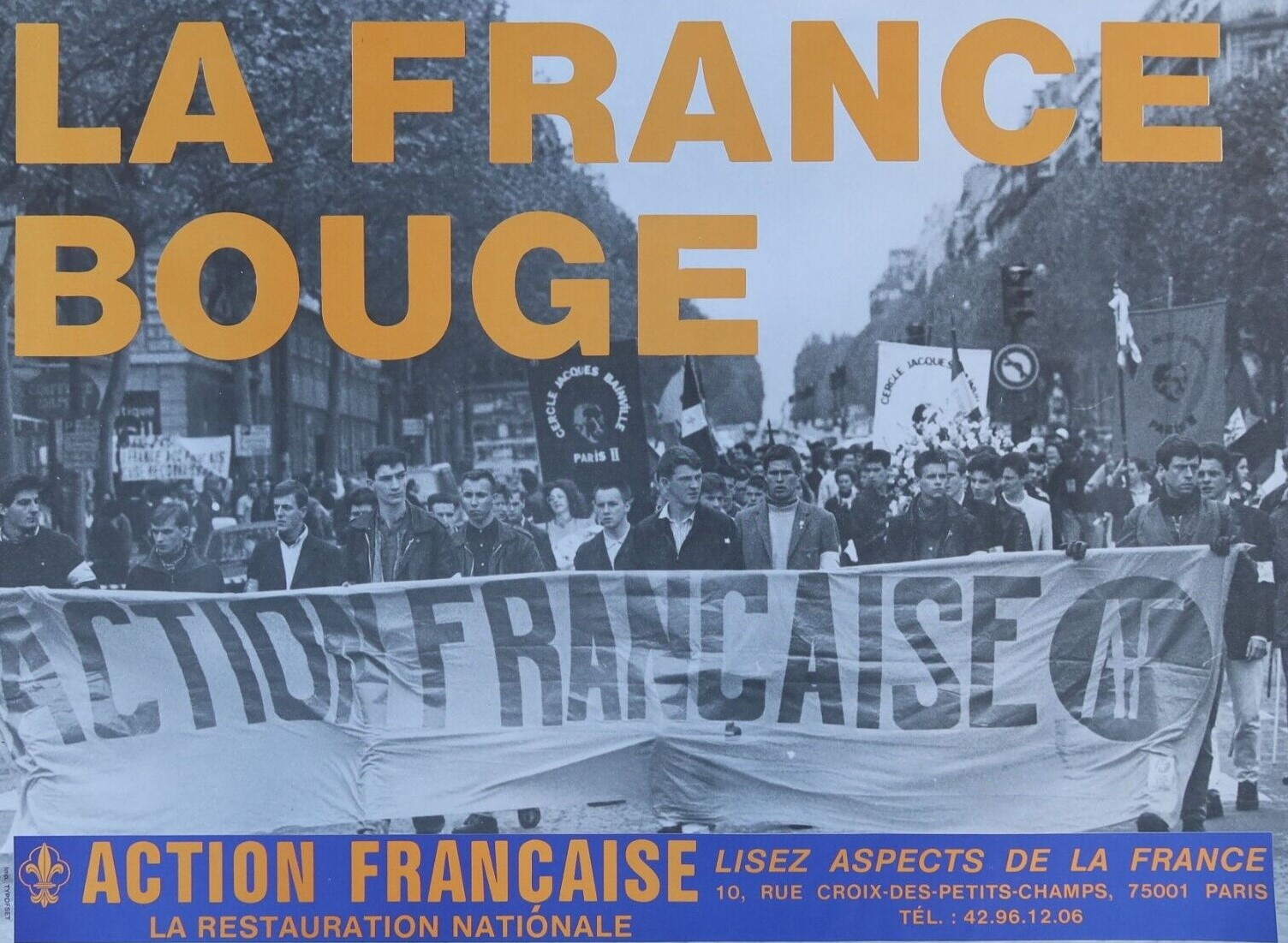
Affiche de propagande de l'Action française des années 1980-1990.

Entre 1987 et 1993, la Restauration nationale connaît un certain renouveau militant, intellectuel et pamphlétaire,. Une revue du nom de Réaction est créée et comptera une dizaine de numéros. Par ailleurs, le journal quitte le nom d’Aspects de la France pour reprendre son titre d'origine : L'Action française hebdo.
Le nom de « Génération Maurras » vient d'une campagne menée en 1987 par l'Action française en clin d’œil à la campagne « Génération Mitterrand » menée par la gauche à l’occasion des élections présidentielles.

### L'Action française dans les années 2000

Logotype du Centre royaliste d'Action française à sa création.

En 1998, Hilaire de Crémiers, alors délégué national, en désaccord avec Pierre Pujo, fait scission et obtient devant les tribunaux le droit de conserver l'appellation Restauration nationale. L'équipe hostile à Hilaire de Crémiers devient alors le Centre royaliste d'Action française (CRAF) et demeure fidèle à Pierre Pujo, alors directeur. L'Action française Hebdo devient L'Action française 2000.
En 2007, Pierre Pujo, président du comité directeur décède, entraînant une recomposition du CRAF et avec elle une nouvelle scission. Ainsi en 2008, deux Camps Maxime Real del Sarte concurrents sont organisés. Cette scission prend pour nom « Dextra » et organise sa propre université d'été.

## Action française contemporaine
L’Action française est dirigée de 2014 à 2022 par François Bel-Ker,. Elle revendique près de 3 000 militants, avec une hausse de 18 % d’adhérents en 2017 et une croissance de 53 % d’adhérents entre 2013 et 2018. Ses effectifs réels sont estimés à 1 000 en 2023, auxquels s'ajoute un nombre indéterminé de sympathisants. L'organisation se voit comme « un laboratoire d'idées » et non un parti politique, et cherche « à répondre à l'ensemble des enjeux qui touchent à l'intérêt national, comme la souveraineté, l'écologie ou la mondialisation ».
Le 12 mars 2022, après 3 mandats consécutifs, Francis Venciton succède à François Bel-Ker en tant que secrétaire général de l'Action française. Puis Olivier Perceval succède à Francis Venciton le 2 septembre 2022.

### Ligne politique
Tout en relevant qu'« à leur époque, ni la ligue ni son maître à penser, Charles Maurras, ne furent classés à « l'extrême droite », Jean-Yves Camus et Nicolas Lebourg estiment que l'AF relève bien de celle-ci « par sa condamnation sans appel de la démocratie, par son utopie de l'édification d'une communauté organique, par sa définition exclusiviste de l'appartenance à la Nation, par un antisémitisme farouche qui trouve son aboutissement dans le statut des juifs mis en œuvre par le gouvernement de Vichy (1940) et rédigé par un maurrassien, le garde des Sceaux Raphaël Alibert. Mais l'Action française et Maurras ont une influence, et une postérité, bien au-delà de l'extrême droite ».
- L'AF s'oppose à l'Union européenne qu'elle décrit comme d'esprit unitariste et utopique. Ainsi, selon ses termes, « l'UE aurait mis en place un système fédéraliste centralisateur », un transfert de souveraineté des nations aux instances européennes. L'absence de régulation par l'État des nouveaux flux et réseaux générés par la mondialisation semble constituer un problème pour l'Action française même si elle souligne que « les flux économiques et financiers ont toujours existé, et qu'aucune souveraineté politique n'a jamais rejeté absolument les échanges. » Face à la crise économique et financière, l'Action française définit dix axes de « salut national » autant de pistes qu'elle juge nécessaires à la France pour une sortie prochaine de cette crise qui est « avant tout intellectuelle et morale » selon elle[réf. nécessaire]. Pour l'historien Christophe Le Dréau, dans un article publié en 2009, l'Action française « trouve, depuis 1992, un nouvel élan de vigueur dans le combat souverainiste et sa participation est loin d’être symbolique et anecdotique »[206].
- Opposée au « système des partis », l'Action française place les intérêts nationaux au-dessus de tout intérêt individuel. De fait, héritière des idées de Charles Maurras, l'Action française reste antiparlementaire. Cependant, sur son site officiel, elle souligne qu'« elle ne saurait se désintéresser des élections, présidentielle et législatives, de 2012, qui, en façonnant l’équilibre politique des cinq années suivantes, conditionneront en grande partie l’avenir du pays. » L'Action française a déclaré souhaiter, dans le cadre de cette élection de 2012, se déterminer en fonction de l'écho de leurs propositions chez tous les candidats déclarés après les leur avoir envoyées.[réf. nécessaire] Lors de la primaire de la droite et du centre de 2016, plusieurs militants de l'AF soutiennent la candidature de Jean-Frédéric Poisson. Lors de l'élection présidentielle de 2022, une part des militants de l'AF s'investit pour la candidature d'Éric Zemmour[207].
- La position de l'AF vis-à-vis du Front national semble ambigüe. Ainsi, Pierre Pujo, directeur de l′Action française 2000 jusqu'à sa mort en novembre 2007, soutient la candidature de Jean-Pierre Chevènement[208] à l'élection présidentielle de 2002 tandis qu'il exprime sa sympathie pour Jean-Marie Le Pen dans son dernier éditorial, pour l'élection présidentielle de 2007.[réf. nécessaire] En 2016, Marion Maréchal est présente lors du colloque annuel de l'AF. Lors de la campagne pour l'élection présidentielle de 2017, des militants de l'AF militent pour le FN[207].
- Soutenant que la famille est la base de la nation et qu'il ne peut y avoir de mariage qu'entre un homme et une femme, l'AF participe à La Manif pour tous et au Printemps français, contre la légalisation du mariage homosexuel, l'adoption d'enfants par des homosexuels, la GPA et la PMA[207].
- L'AF défend la fermeture des frontières et critique « l'assimilation des populations dites immigrées »[207]. Le mouvement continue à voir ceux que Charles Maurras appelait les « métèques » comme un corps étranger. Les musulmans ont remplacé les protestants comme « ennemi religieux de l’intérieur »[5].

Le 14 février 2023, l'organisation Global Project Against Hate and Extremism (GPAHE) publie un rapport dans lequel elle classe l'Action française comme une organisation anti-musulmane, anti-LGBT, antisémite et nationaliste religieuse.

### Organisation
Le bimensuel L'Action française 2000 édité depuis 1998, cesse de paraître en février 2018, à la suite de problèmes financiers de la société éditrice. Lui succède Le Bien commun.
La principale branche jeune de l'AF est l'Action française étudiante (AFE) qui englobe la plupart du temps les militants étudiants et lycéens. L’AFE représente aujourd’hui un lieu de formation de cadres maurrassiens et participe chaque année au cortège de l’Action Française en l’honneur de Jeanne d'Arc le deuxième dimanche de mai.
L'AFE a connu un essor pendant les années 1986-1992 qui furent marquées par un regain d’intérêt pour les idées et l’activisme d’Action Française. On utilise parfois l'appellation Génération Maurras pour désigner ce renouveau de l'Action Française qui touche spécialement les étudiants. L'Action française étudiante est dirigée par Antoine Berth de 2013 à 2015, ancien responsable étudiant d'Ile-de-France de 2011 à 2012. Elle a connu un fort développement sous son mandat, profitant notamment des mobilisations issues l'opposition au mariage homosexuel et à l'homoparentalité en France pour se développer.
L'AFE continue d'organiser son université d'été, dans la continuité des camps Maxime-Real del Sarte, depuis 1953.
Le mouvement utilise notamment le mème comme vecteur de diffusion pour ses idées. Il alimente aussi une chaîne YouTube diffusant une série de vidéos politiques avec les codes des youtubeurs.
De la fin des années 2010 aux années 2020, le mouvement est proie au départ de plusieurs sections.
L'organisation a participé à la formation intellectuelle de divers cadres de la mouvance d'extrême droite radicale comme Thaïs d'Escufon, Alice Cordier ou encore Marc de Cacqueray-Valménier, ou figures du paysage audiovisuel telles que Charlotte d'Ornellas, Geoffroy Lejeune ou Baudouin Wisselmann.

### Faits marquants
En octobre 2011, le CRAF, ainsi que l'AFE, prennent une part importante dans des manifestations contre une pièce de théâtre jugée christianophobe, Sul concetto di volto nel Figlio di Dio (« Sur le concept du visage du fils de Dieu ») du dramaturge et metteur en scène italien Romeo Castellucci.

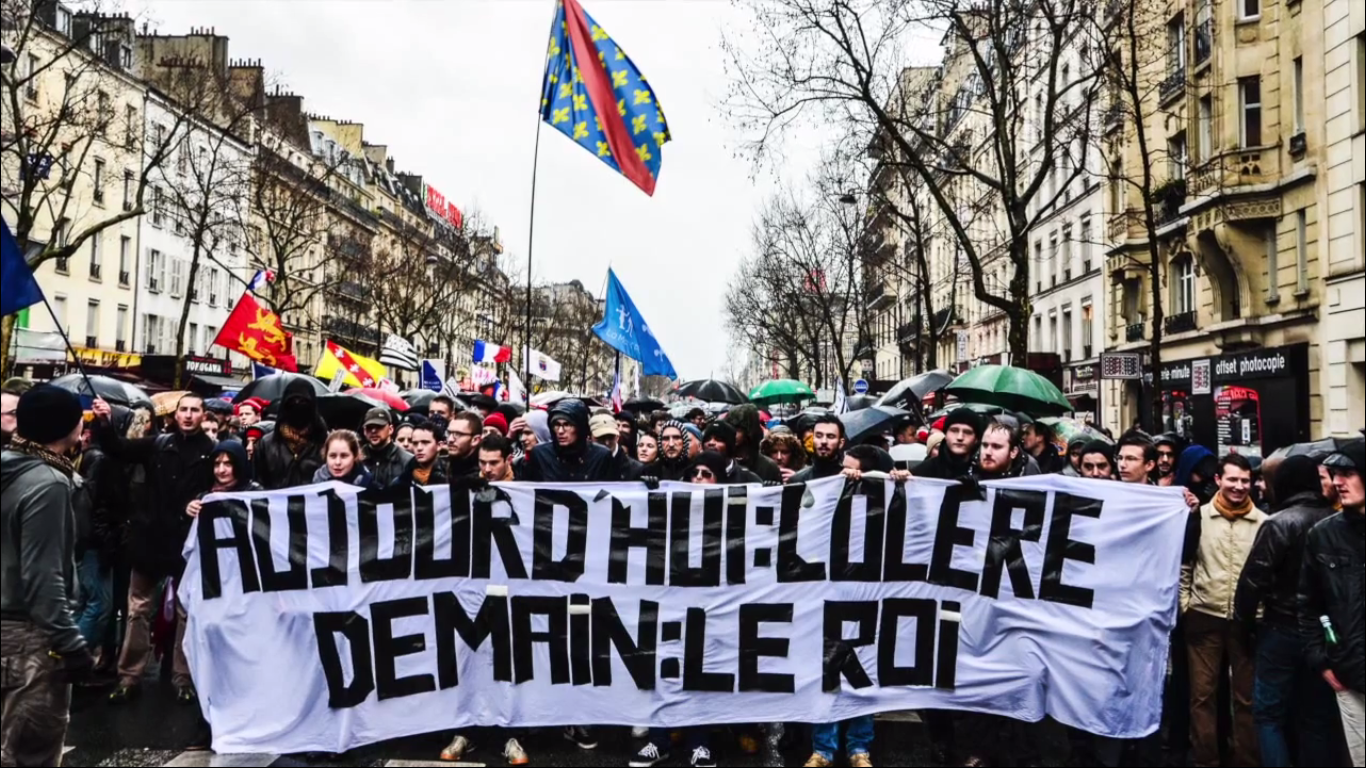
Le Printemps royal défile au Jour de colère le 26 janvier 2014.

En 2013, l'AF entretient des relations de grande proximité avec le Printemps français. Dans le cadre de La Manif pour tous, le secrétaire général du mouvement, Olivier Perceval produit une tribune proclamant la création du Printemps français à la suite de laquelle le mouvement apparaît effectivement. L'Action française revendique la formation de cadres de Printemps français, ce qui se vérifie sur le terrain où les dirigeants régionaux de l'AF y sont souvent impliqués.
Depuis le mouvement fait parler de lui à de nombreuses reprises, faits dénoncés par Edwy Plenel, le directeur de Mediapart : « L’Action française. Ce laboratoire idéologique de la réaction, hélas non dénué de talent, qui poursuit son travail de subversion ». Jean-Yves Camus pour sa part constate dans La Provence « une nouvelle génération plus activiste et tapageuse ».

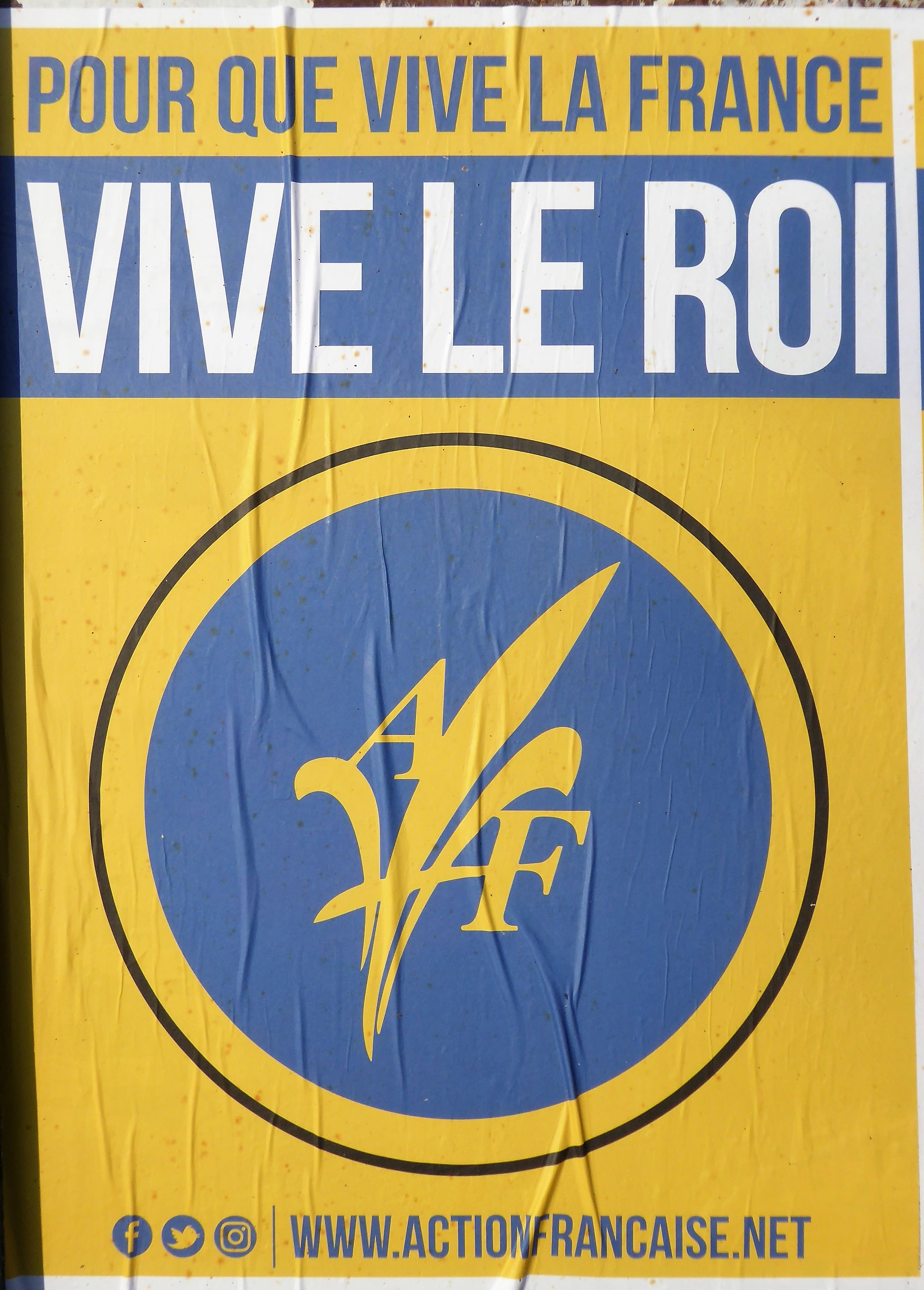
Affiche de 2018 : Pour que vive la France, vive le roi.

L'AF fait l'objet de menaces de mort régulières pour son action politique. Au siège parisien une grenade explose en 2013. Dans les locaux de la section marseillaise une grenade et des balles d'AK-47 sont scotchées sur la porte des locaux en septembre 2015 et une bombe artisanale explose en juillet 2017.
Les différentes actions du mouvement, notamment son regain d'activité dans le Sud-Est, conduisent le député Jean-David Ciot à redemander sa dissolution en décembre 2015 et le député Jean-Luc Mélenchon à demander la fermeture du local marseillais en octobre 2017.
Entre 2015 et 2016, l'AF collabore régulièrement avec le Groupe union défense (GUD), notamment dans la défense d'un local marseillais de l'AF organisée par Marc de Cacqueray-Valmenier, à laquelle participe également le Blood and Honour Hexagone. Cet épisode fait naître des tensions entre la section parisienne et la section marseillaise de l'AF, cette dernière se sentant abandonnée par l'AF Paris ; tandis que le GUD lui apporte un soutien important.
En juin 2016, l'AF organise bénévolement un service d'ordre pour Les Survivants, un groupe de chrétiens anti-IVG.
En 2017, alors qu'un rédacteur de L'Action française 2000 est annoncé pour un colloque sur le transhumanisme à l'assemblée nationale, des députés de La République en marche se scandalisent de la tenue du colloque.
En continuité avec les manifestations d'octobre 2011, le 10 avril 2018, des militants d'Action française manifestent devant le Théâtre des Quinconces au Mans contre la représentation de la pièce de théâtre Sul concetto di volto nel Figlio di Dio. Cette manifestation aura une certaine influence car le Préfet du Mans décidera d'amputer la pièce de 12 minutes de scènes.
À partir de novembre 2018, des membres de l'Action française participent à des manifestations organisées dans le cadre du mouvement des Gilets jaunes et saluent la volonté de ces derniers de « renverser le système ». Ils postent notamment sur les réseaux sociaux une photo de leurs militants manifestant en Gilets jaunes, titrée « L’insurrection qui vient » et accompagnée de citations du Comité invisible. Il soutient notamment la revendication du référendum d'initiative citoyenne, suivant le modèle d'« une monarchie populaire » : « un roi avec des fonctions régaliennes très limitées » et les lois « du ressort des citoyens ». Sans se montrer embarrassé par les références du mouvement à la Révolution française que l'AF condamne, Antoine Berth, porte-parole de l'AF, appelle à « remettre en question les privilèges » et à « une nouvelle nuit du 4 août ».
En 2018, les sections d'Aix-en-Provence et Marseille quittent le mouvement afin de rejoindre le Bastion social. À la fin de la même année, Elie Hatem crée une organisation dissidente appelée « Amitié et Action française ». Cette création intervient dans un contexte de conflit financier opposant Marie-Gabrielle Pujo au secrétariat général du « Centre Royaliste d’Action française » (communément considéré comme représentant de l’Action française).
À la fin de l’année 2019, la section toulousaine de l'Action française occupe l'usine de l'entreprise Latécoère, où elle hisse son drapeau pour alerter sur le rachat américain de l'entreprise française vu comme « l’abandon d’un fleuron de notre industrie à un pays étranger ». Fin février 2020, cette même section toulousaine revendique la mise en scène de la pendaison d'une effigie de Marianne, symbole de la République, depuis le Pont-Neuf de Toulouse ; cette action provoque la colère de plusieurs personnalités politiques locales,.

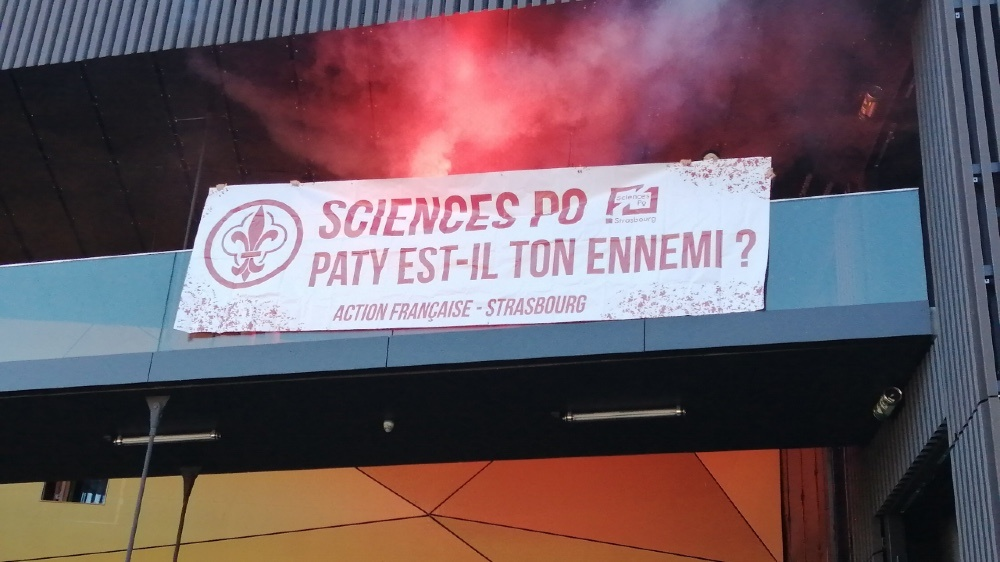
Déploiement d'une banderole à Strasbourg (mars 2021).

Le 25 mars 2021, huit militants de la section toulousaine de l’AF s’introduisent au conseil régional d'Occitanie, présidé par la socialiste Carole Delga, avec pour objectif de déployer une banderole sur laquelle il est inscrit : « Islamo-gauchistes, traîtres à la France ». Le lendemain, la section de Strasbourg déploie également une banderole, à l’IEP de la ville, avec pour inscription : « Sciences Po, Paty est-il ton ennemi ? ». Cette série d'actions, qui permet au mouvement de renouer avec l'agitprop, entend lutter contre l'islamisme et la gauche.
Le 1er juillet 2022, l'écrivain Michel Houellebecq présente son œuvre dans les locaux parisiens du mouvement,.
Le 8 octobre 2022, vers 10 heures, une quinzaine de militants de l'AF s'introduisent dans les jardins de l’hôtel de Ville de Stains. Ils scandent des propos que le maire Azzédine Taïbi juge racistes, et allument des fumigènes et des pétards. Ils s'en prennent à une agente d'accueil de la mairie en lui disant « C’est toi qui vas dégager d’ici ». Cette action revendiquée fait suite à un projet participatif temporaire nommé Place aux femmes ! porté par l'association Mémoires croisées et mené par la mairie. Dans le cadre de ce projet, certaines rues de la ville sont renommées par une deuxième dénomination de femmes célèbres ou remarquables comme Greta Thunberg, Gisèle Halimi, Jeanne d'Arc, Mère Teresa et Khadija Bint Khuwaylid. Certaines plaques sont recouvertes par des affiches avec des noms de femmes jugées plus « françaises » avec le logo de la section parisienne de l'organisation. Le maire demande la dissolution de l'AF et porte plainte contre le mouvement d'extrême droite.
Le 3 janvier 2023, la section rennaise de l'Action française quitte le mouvement pour créer sa propre structure, L'Oriflamme Rennes. D'après StreetPress, son dirigeant serait Marc Visada, ancien leader de la section rennaise de l'AF, et cette section aurait quitté l'AF pour des désaccords idéologiques. Selon le chercheur en sociologie Emmanuel Casajus, L'Oriflamme s'ancre « dans un registre plus européiste » et a des « inspirations à la fois royalistes, régionalistes et nationalistes révolutionnaires ». Cette nouvelle orientation est critiquée par le secrétaire général de l'Action française Olivier Perceval, notamment pour son « discours racialiste ». En octobre 2023, c'est au tour de la section nantaise, qui s'est associée aux manifestations d'extrême droite contre la création d'un centre d'accueil de demandeurs d'asile à Saint-Brevin-les-Pins, de faire scission pour créer un groupe local nommée Korser.
Le 10 mai 2023, dans un contexte de polémique autour des rassemblements d'extrême droite après une manifestation du Comité du 9-Mai, la préfecture de police de Paris interdit un colloque intitulé « La France en danger » et une manifestation pour la fête de Jeanne d'Arc organisés par l'AF et prévus le 13 et le 14 mai. L'AF envoie auprès du tribunal administratif deux référés libertés (un pour chaque événement) afin de se défendre juridiquement. Le 13 mai, le tribunal suspend les interdictions du colloque et du défilé de l'AF, estimant que l'arrêté de la préfecture de police « porte une atteinte grave et manifestement illégale à la liberté de manifester ». L'État est condamné à verser 1 500 euros à l'Action française. Le colloque du 13 mai reçoit notamment Bernard Lugan, Jean Messiha, Jean-Frédéric Poisson et Joachim Murat. 200 manifestants se rendent à proximité du colloque afin de protester contre l'extrême droite. La manifestation regroupe des militants et syndicalistes issus de la Confédération générale du travail, de La France insoumise, d'Europe Écologie Les Verts, de Jeune Garde Antifasciste, du Nouveau Parti anticapitaliste, de la Confédération nationale du travail, de Génération.s et de la mouvance autonome. Le 14 mai, le défilé de la fête de Jeanne d'Arc organisé par l'AF réunit environ 500 personnes.
Le 9 mars 2024 la section vendéenne de l'Action française revendique l'action de vandalisme survenue le 8 mars 2024 sur la statue de Simone Veil à La Roche-sur-Yon pour manifester leur hostilité à l’interruption volontaire de grossesse venant d'être inscrite dans la constitution. Le bureau national du mouvement réprouve ensuite une action jugée « contre-productive, cette violence symbolique qui s'ajoute à la violence réelle de l'avortement quasi industriel, qui ne sert pas plus notre mouvement qu'il ne sert la lutte pour la défense de la vie menée par de nombreuses associations sans relâche depuis des années ».
Le 24 juin 2024, le philosophe et académicien Alain Finkielkraut annule sa conférence à l'Action française, dans le contexte du premier tour des élections législatives anticipées.

Logotype de la Ligue d'Action française de 1905 à 1936.
Logotype de la Ligue d'Action française de 1936 à 1955.
Logotype de Restauration nationale de 1955 à 1998.
Logotype du Centre royaliste d'Action française de 1998 à 2009.
Logotype du Centre royaliste d'Action française de 2009 à 2013.
Logotype du Centre royaliste d'Action française de 2013 à 2019.
Logotype du Centre Royaliste d'Action française - Restauration nationale depuis 2019.